# Histoire monastique du massif des Vosges

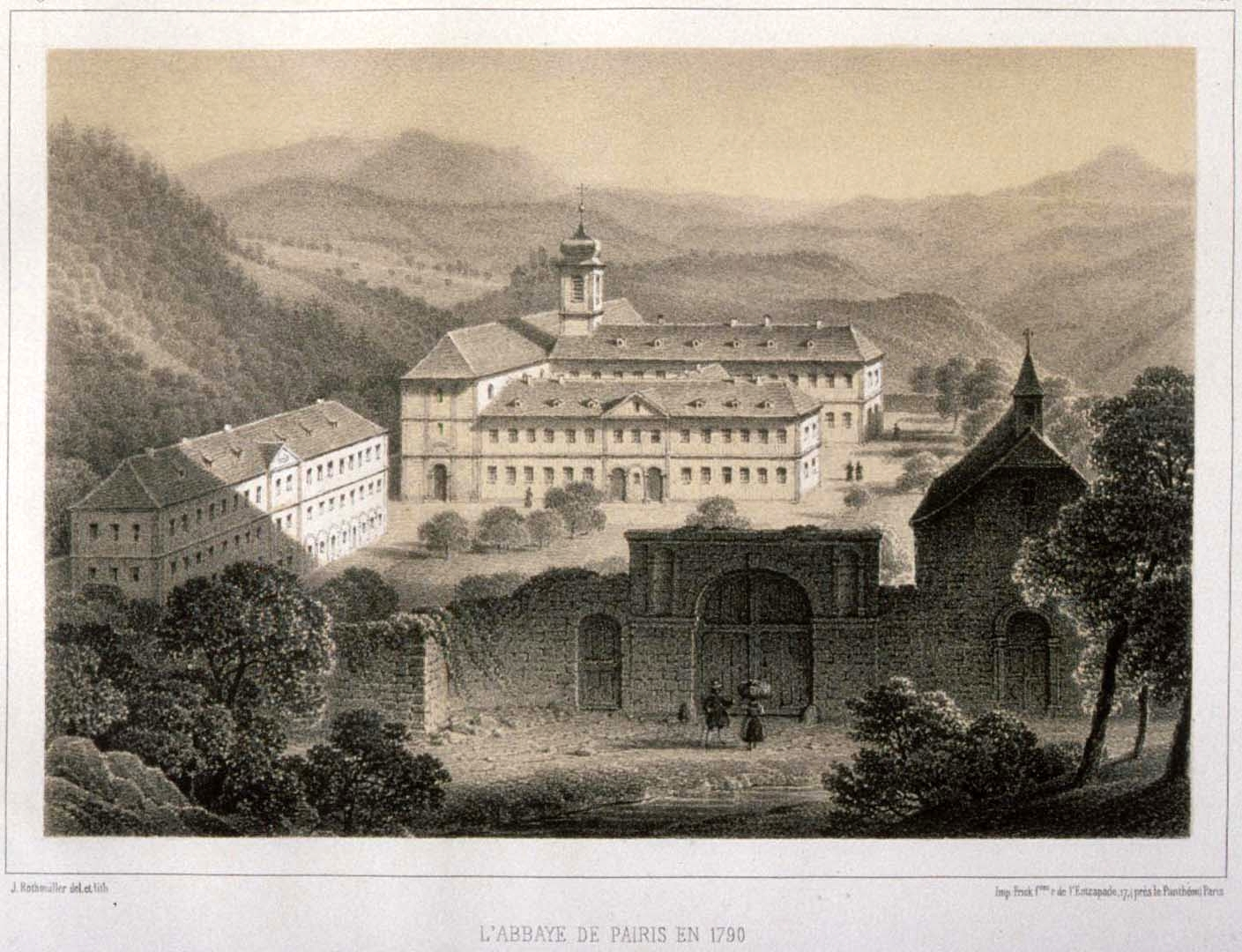
L'Abbaye de Pairis en 1790, Haut-Rhin.

Les établissements monastiques du massif des Vosges illustrent l'histoire des régions françaises autrefois dans le Saint-Empire romain germanique, puis dans la France de l'Ancien Régime. Comme pour les princes-évêques, les abbesses et les abbés étaient très souvent princesse et prince d'Empire siégeant à la Diète d'Empire et certains étaient même souverains d'un état ecclésiastique indépendant avec un temporel plus ou moins étendu, à l'instar des nombreux territoires de la Kleinstaaterei du Saint-Empire. Leur implantation répond à une dynamique transfrontalière entre la Lorraine, la Suisse et l'Allemagne actuelles où la haute noblesse  des anciennes dynasties européennes aussi bien que la petite noblesse régionale des pays rhénans joueront un rôle non négligeable. Leurs possessions territoriales ont conduit à des conflits avec les souverains laïcs, notamment à cause des avoueries qui les rendaient tributaires de la main armée des seigneurs locaux. La sécularisation de quelques abbayes prestigieuses en chapitres canoniaux est un point commun que l'on retrouve sur les deux versants du massif vosgien. Fondées au haut Moyen Âge comme de vrais établissements monastiques avec clôture et règle monacale, certaines abbayes connaîtront une évolution caractéristique du Saint-Empire par leur rayonnement spirituel, culturel et politique à l'égal des princes et seigneurs laïcs.
Parmi les maisons religieuses mentionnées ici, un seul établissement est encore en activité de nos jours : l'abbaye de Hohenbourg sur le Mont Sainte-Odile.

## Provinces ecclésiastiques et limites diocésaines historiquement stables

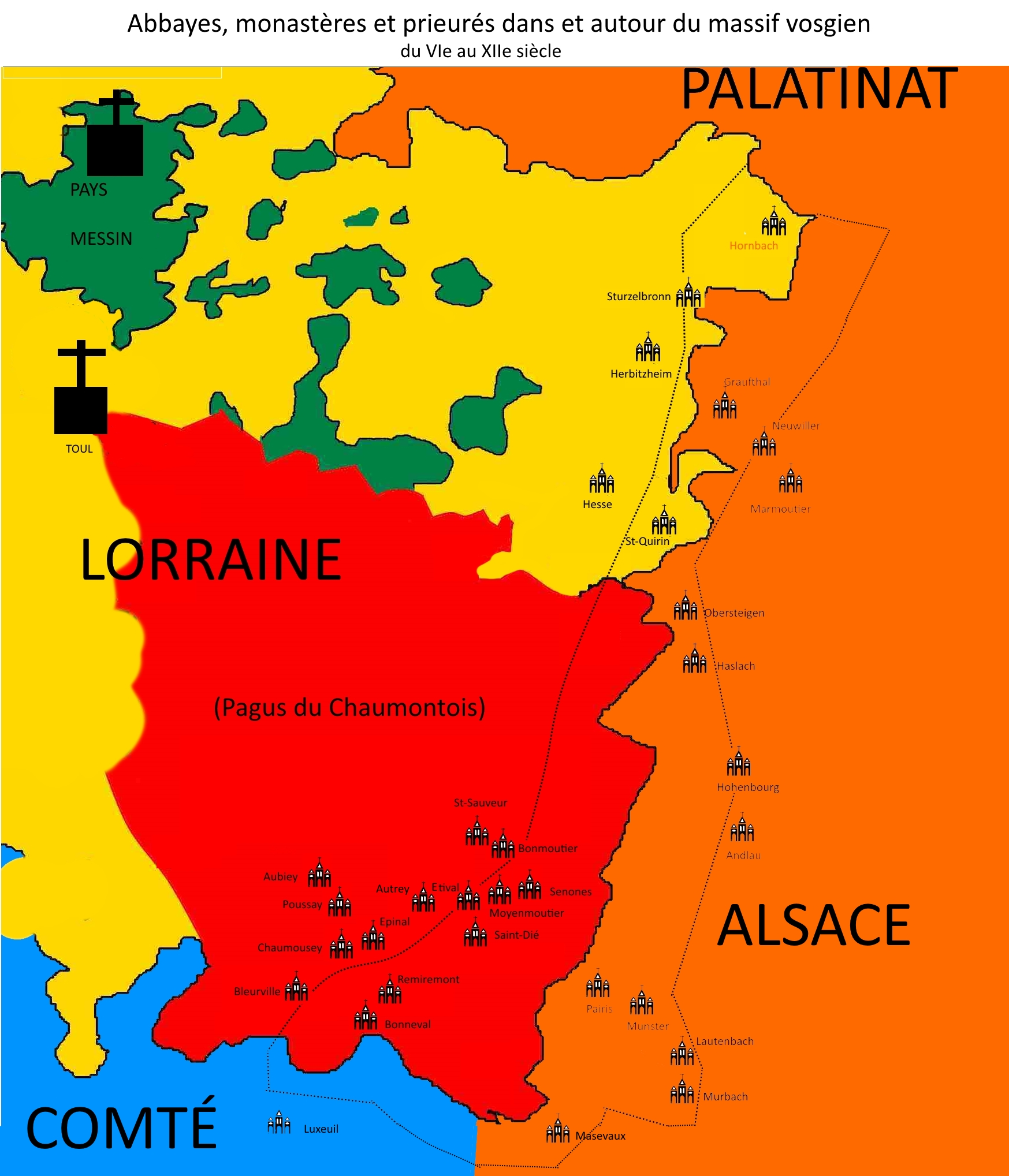
Monastères et prieurés autour et dans le massif vosgien.

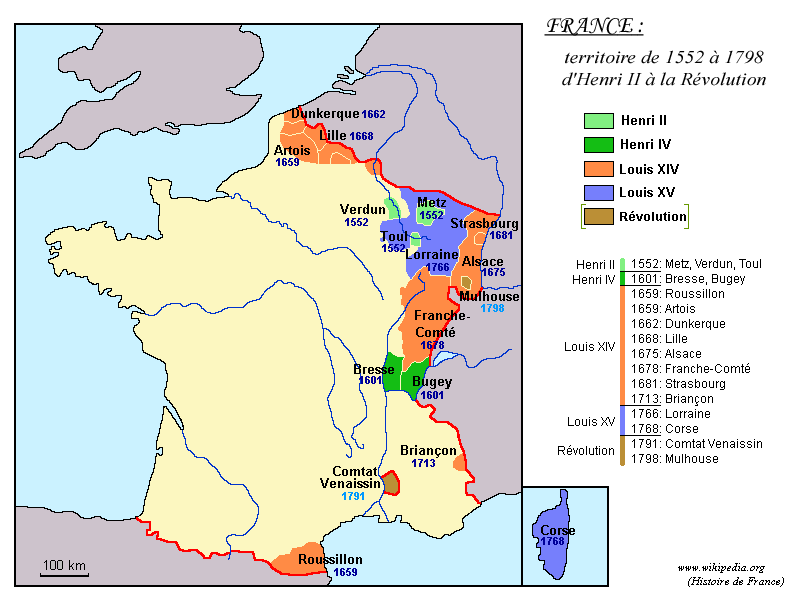
Rattachements successifs des terres d'Empire à la France.

Depuis le haut Moyen Âge jusqu'à la Révolution française, les limites diocésaines n'ont presque pas bougé. La façade orientale du massif est couverte au sud par l'évêché de Bâle et au nord par l'évêché de Strasbourg. Cela implique que les pays de Lemberg, Phalsbourg et de Schirmeck étaient dans le diocèse de Strasbourg. Les évêques de Strasbourg sont par ailleurs suffragants de l'archevêché métropolitain de Mayence, aujourd'hui en Allemagne.
Les terres vosgiennes en surséance et les Vosges comtoises sur le flanc sud du massif ont dépendu du diocèse de Besançon qui est en même temps l'archevêché métropolitain. Les diocèses concordataires de 1822 intègrent la partie vosgienne au diocèse de Saint-Dié.
C'est sur le flanc ouest du massif que quelques modifications eurent le plus lieu ; à l'origine, deux diocèses antiques, créés au IVe siècle, importants donc par la superficie, se partageaient les Vosges de l'Ancien Régime : les hautes Vosges étaient desservies par l'évêché de Toul et les basses et moyennes Vosges par l'évêché de Metz. Rambervillers formait une enclave de l'évêché messin au sein du diocèse de Toul. Tous les diocèses lorrains de l'ancien régime étaient suffragants de l'archevêché de Trèves, aujourd'hui en Allemagne.
Le diocèse toulois pluriséculaire fut amputé de sa partie vosgienne en 1777 après le rattachement du duché de Lorraine à la France : elle crée le diocèse de Saint-Dié dans la province ecclésiastique de Besançon. La même année, il fut également amputé d'une autre partie de son ancien territoire avec la création du diocèse de Nancy, qui deviendra diocèse de Nancy-Toul en 1801 dans la province ecclésiastique de Besançon. À part une infime partie du Lunévillois à l'est, ce nouveau diocèse n'est pas implanté dans le massif vosgien. Le diocèse de Toul conserve après démembrement la moitié de son territoire avec encore cinq cents paroisses. Le diocèse de Saint-Dié reçoit cent vingt-huit paroisses et quarante-deux annexes. C'est Barthélémy Chaumont de La Galaizière, fils du marquis de la Galaizière, chancelier de Lorraine, qui est nommé évêque titulaire.

## Développement des établissements monastiques et début de la colonisation du massif

### Sur le versant lorrain du massif vosgien

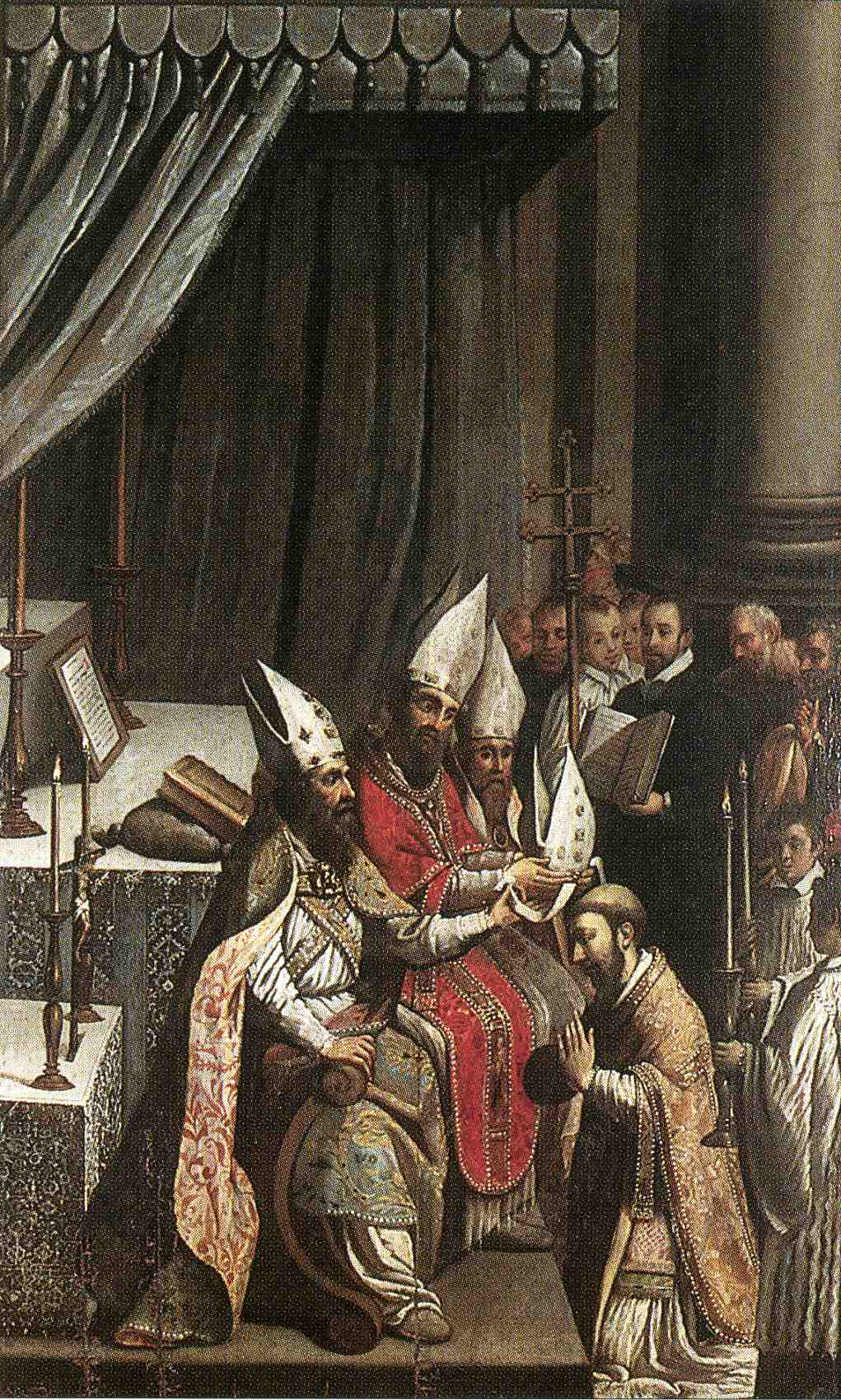
Consécration de Déodat par Claude Bassot, 1620.

| \| Remiremont Étival Saint-Dié Plombières-les-Bains Senones Moyenmoutier Chaumousey Épinal Rambervillers Hérival Romont Belval Poussay Autrey Fontenoy Charmes Bruyères Bourbonne-les-Bains Châtel-sur-Moselle Luxeuil Fontaine Annegray \| Abbayes, monastères et prieurés dans le massif vosgien avant le XVIIIe siècle. |
| Remiremont Étival Saint-Dié Plombières-les-Bains Senones Moyenmoutier Chaumousey Épinal Rambervillers Hérival Romont Belval Poussay Autrey Fontenoy Charmes Bruyères Bourbonne-les-Bains Châtel-sur-Moselle Luxeuil Fontaine Annegray                                                                                      |

#### Localisation en altitude dans le massif
En observant la localisation géographique des maisons religieuses sur l'ensemble du massif vosgien, on se rend compte que très peu d'établissements ont pénétré la montagne en s'approchant davantage des lignes de crêtes. Aucun monastère ne s'est installé sur les chaumes à l'instar d'autres monastères d'altitude  en France ou en Europe qui se sont spécialisés dans la fabrication du fromage ou de liqueur médicinale. 
Les raisons de cette absence sont multiples et se sont combinées ; de prime abord, l'argument météorologique a joué de manière décisive car les conditions climatiques marquées par la haute pluviosité et les vents forts des crêtes dissuadent quiconque de s'y installer à l'année. La faîte vosgienne reste le domaine des chaumistes. Les hautes vallées alsaciennes comportent davantage de couvents qui purent avancer plus loin dans le fond de vallée car, d'un point de vue météorologique, elle profite du climat d'abri des massifs de la Tête des Faux, du Hohneck, du Markstein et du Grand Ballon.
Le deuxième argument d'ordre géopolitique a pesé lourdement sur le facteur d'implantation des couvents. Sachant qu'il fallait l'autorisation du souverain local et de l'autorité de tutelle spirituelle pour fonder une maison religieuse, les conflits d'intérêts furent fréquents et le statut souvent indivis de certains territoires au pied des crêtes empêchait la pénétration des établissements monastiques. De plus, les micro-états du Saint-Empire que formaient les abbayes de Murbach et de Munster aux côtés du temporel de l'évêché de Strasbourg bien implanté dans le massif vosgien, les privilèges dont s'honorait le chapitre des chanoinesses de Remiremont, propriétaire pour moitié des terres comprises entre les crêtes et l'abbaye dans la vallée de la Moselle avec le duc de Lorraine, représentaient des chasses gardées économiquement nécessaires à la survie de chaque abbaye en place.
La période carolingienne a été décisive car c'est à ce moment-là que les privilèges ont été généreusement accordés aux établissements religieux à une époque où le massif n'était pas encore colonisé.
Finalement, ce sont deux abbayes parmi les plus anciennes du massif  qui sont les plus élevées en altitude. La plus élevée est encore en activité, mais comme elle est sur un promontoire aux confins du massif, il est assez aisé de se rendre dans la plaine d'Alsace juste en-dessous. La seconde est l'illustre maison de Remiremont fondée par un disciple de saint Colomban où les moines et moniales n'ont pas longtemps résisté aux aléas climatiques et au manque de commodités sur le sommet rocheux ; ils sont descendus dans la vallée où se trouva très longtemps le chapitre impérial et princier par la suite. 
Ordre des abbayes selon leur altitude : 
1. Hohenbourg-Sainte-Odile 764 m (Bas-Rhin) ;
2. Saint-Mont 672 m (Vosges) ;
3. Pairis, 655 m (Haut-Rhin) ;
4. Bruyères, 482 m (Vosges) ;
5. Saint-Sauveur, 442 m (Meurthe-et-Moselle) ;
6. Murbach, 429 m (Haut-Rhin) ;
7. Saint-Amarin, 420 m (Haut-Rhin) ;
8. Lautenbach, 410 m (Haut-Rhin) ;
9. Masevaux, 403 m (Haut-Rhin)[N 1].

#### Fondations au Moyen Âge
Dans le duché de Haute-Lorraine divisé en « pays » ou pagi, le pagus du Chaumontois était très vaste et moins peuplé que les autres car il recouvrait toute la partie montagneuse du massif au sud. Le Chaumontois, vaste contrée forestière vallonnée, s'arrête aux crêtes vosgiennes aux sources de la Meurthe et de la Moselle. Les époques mérovingienne et carolingienne favorisent la création de monastères et abbayes en leur octroyant des privilèges pour la conservation desquels ils lutteront sans relâche quand les dynasties changeront. Cela correspond également à la christianisation du pays ou à une refonte de la vie en communauté selon des règles plus strictes. Dans les hautes vallées alsaciennes ou sur le piémont des Vosges, quelques abbayes anciennes possédaient déjà de vastes terrains au sein du massif. Du côté lorrain, la pénétration de la montagne est encore relative. C'est pourquoi les ermites et les religieux désireux de vivre en retrait de tout trouvent dans les hautes vallées lorraines des endroits idéaux pour installer un couvent à l'emplacement d'un ancien castrum élevé ou en fond de vallée. Si l'abbaye de Munster se trouve côté alsacien presque au pied du Hohneck, les premières abbayes lorraines de même rang sont encore éloignées des chaumes. Elles jalonnent les premiers contreforts gréseux dans un premier temps.
Colomban initie le mouvement en fondant le monastère de Luxeuil au VIe siècle en Franche-Comté au pied des Vosges comtoises. Son influence rayonne sur de nombreux aristocrates qui souhaitent prendre la tonsure et vivre pieusement en se retirant dans les forêts vosgiennes en suivant l'exemple du moine irlandais. C'est le cas de Romaric, un Austrasien qui crée d'abord un couvent pour les filles colombanistes au VIIe siècle dans la haute vallée de la Moselle, puis en association avec Amé, originaire de Grenoble, il crée l'abbaye du Saint-Mont où il introduit la louange perpétuelle. Ce mont prendra vite le surnom de « Romarici mons » qui donnera le nom de la ville actuelle, Remiremont.
À la suite du mouvement lancé par Colomban à Luxeuil, poursuivi par Eustaise, Valbert et Amé, tous les grands monastères du massif vosgien sur son versant occidental sont quasiment fondés au VIIe siècle :
- Étival[8], doté par l'évêque de Toul[9], Leudin Bodon ou saint Bodon, mais sous la tutelle de l'illustre abbaye alsacienne d'Andlau ;
- Abbaye de Bonmoutier, également doté par Bodon Leudin, un couvent féminin ;
- Saint-Dié, fondé par saint Dié ou Déodat ;
- Senones, fondé par Gondelbert, évêque de Sens ;
- Moyenmoutier[10], fondé par Hydulphe, chorévêque de Trèves.

De nouvelles paroisses sont créées autour des monastères et les fonds de vallée sont défrichés. La première colonisation du massif débute avec les établissements religieux, mais elle est limitée aux grandes vallées comme celle de la Meurthe ou de la Moselle. Le cœur du massif méridional demeure sauvage et réservé à la chasse et à la pêche (poissons, coquillages, crustacés) comme le dépeignent les récits biographiques de l'époque carolingienne.
Une deuxième vague de fondations religieuses intervient au XIe siècle avec les mêmes effets colonisateurs et créateurs de nouvelles agglomérations que la première vague. Mais, cette fois encore, les couvents se situent plus en bordure du massif vosgien :
- Épinal ;
- Poussay ;
- Chaumousey ;
- Bonneval (Hérival) ;
- Aubiey (Hérival) ;
- Romont ;
- Belval[11] ;

Les abbayes d'Autrey et de Saint-Sauveur furent créées pour des chanoines réguliers de saint Augustinp. 249-250, au XIIe siècle  par Étienne de Bar, évêque de Metz.

### Sur le versant alsacien des Vosges
| \| Strasbourg Murbach Guebwiller Lautenbach Marbach Soultz Thann Munster Pairis Andlau Ribeauvillé Baumgarten Alspach Obersteigen Saverne Graufthal Saint-Jean-Saverne Neuwiller Saint-Amarin Niederhaslach Sainte-Odile Marmoutier Lièpvre Trois-Épis Strasbourg Colmar Masevaux Bonmoutier (Andlau) Saint-Sauveur (Andlau) Sturzelbronn \| Abbayes, monastères et prieurés d'Alsace avant le XVIIIe siècle. |
| Strasbourg Murbach Guebwiller Lautenbach Marbach Soultz Thann Munster Pairis Andlau Ribeauvillé Baumgarten Alspach Obersteigen Saverne Graufthal Saint-Jean-Saverne Neuwiller Saint-Amarin Niederhaslach Sainte-Odile Marmoutier Lièpvre Trois-Épis Strasbourg Colmar Masevaux Bonmoutier (Andlau) Saint-Sauveur (Andlau) Sturzelbronn                                                                        |

#### En Haute-Alsace
Comme sur le versant lorrain, les premières fondations monastiques réalisées dans le massif des Hautes-Vosges en Haute-Alsace remontent à l'époque mérovingienne, puis carolingienne aux VIIe et VIIIe siècles :
- l'abbaye de Munster ;
- l'abbaye de Murbach ;
- le prieuré de Lièpvre et de Saint-Hippolyte ;
- l'abbaye de Saint-Amarin ;
- l'abbaye de Lautenbach.

En revanche, il y a une différence avec le versant occidental du massif de par le fait que les ducs de Lorraine ne permirent pas aux établissements monastiques implantés dans la montagne vosgienne de s'ériger progressivement en un état ecclésiastique indépendant gouverné par un prince-abbé comme ce fut le cas à Munster et à Murbach. Guebwiller devint la capitale de la principauté ecclésiastique de Murbach tandis que Munster se scinda au Moyen Âge en deux territoires distincts, mais étroitement liés pour des raisons historiques : la principauté ecclésiastique de Munster et la ville libre d'Empire Munster-Val-Saint-Grégoire qui profita de son immédiateté impériale jusqu'au rattachement du pays au royaume de France au XVIIe siècle. Le temporel des deux abbayes se situaient quasiment exclusivement dans les parties montagnardes des Vosges alsaciennes et influèrent sur la destinée politique de la région. De plus, Munster et Murbach ont été pendant des siècles des états que les Lorrains voisins associaient à la culture germanophone : les chartes et titres officiels y furent rédigés très tôt en allemand et la population locale s'exprimait en alsacien. Le val de Munster est entre autres célèbre pour la pratique de l'estive sur les chaumes aux confins de la Lorraine.
La deuxième vague de fondation du Moyen Âge correspond à l'ascension progressive des premières maisons nobles et dynasties régionales ou suprarégionales qui se sont durablement implantées en Alsace. Par leurs donations ou par les privilèges qu'ils accordaient aux établissements religieux, les seigneurs locaux, soucieux de leur salut à une époque où la foi et les bonnes œuvres dictaient la conduite de tout un chacun, gagnent en renom et en influence en gravitant autour des couvents : ils placent des proches à la tête des abbayes, ils font souvent fonction d'avoué ou  de prévôt afin de pouvoir co-agir avec les maisons religieuses influentes. Cette époque se caractérise en effet par des conflits incessants entre le Saint-Siège et les empereurs du Saint-Empire sur les investitures et la simonie entre autres. Un évêque ou un abbé étaient parfois des laïcs qui achetaient leur titre dès l'enfance. Le XIIIe siècle correspond également à l'arrivée des ordres mendiants en Alsace. Parmi les monastères créés dans le massif vosgien dans cette période, on trouve les maisons suivantes : 
- l'Abbaye de Alspach, XIe siècle ;
- l'abbaye de Marbach, 1094 ;
- l'Abbaye de Pairis, 1138 ;
- l'Abbaye de Soultz, XIIe siècle ;
- l'Abbaye de Thann, 1280 ;
- l'Abbaye de Guebwiller, dite « Engelpforten », 1294 ;
- l'Abbaye de Ribeauvillé, 1297.

#### En Basse-Alsace
Les mêmes facteurs et les mêmes causes expliquent la création des établissements monastiques dans la partie septentrionale de l'Alsace, le « Nordgau ». La Basse-Alsace dépendait au spirituel de l'archevêché de Mayence dont l'évêché de Strasbourg était suffragant tandis que la Haute-Alsace dépendait majoritairement de l'évêché de Bâle en Suisse. Quelques petits territoires de la Haute-Alsace appartenaient néanmoins à l'évêché de Strasbourg. En dépit de cette différence sur le plan pastoral, les deux parties de l'Alsace se ressemblent sur le plan des fondations religieuses. Les familles nobles gravitant autour des maisons religieuses étaient peut-être davantage implantées dans les régions palatines, franciques, badoises et bas-rhinoises alors que la Haute-Alsace a naturellement privilégié le Bade septentrional, les cantons suisses et les futurs territoires de l'Autriche antérieure.
De même qu'en Haute-Alsace, l'évocation de Murbach, Marbach ou Munster rappelle des noms d'abbayes prestigieuses, de même certaines abbayes de Basse-Alsace se distinguent des autres par leur renommée et leur rayonnement. La première demeure sans équivoque l'abbaye de Hohenbourg sur le Mont Saint-Odile, considéré aujourd'hui comme l'emblème de l'histoire alsacienne ; la seconde, plus importante que la première sur le plan géopolitique, est l'abbaye d'Andlau. Andlau est l'équivalent de l'abbaye de Remiremont côté lorrain en ce sens qu'elle deviendra un grand chapitre de chanoinesses  s'étant émancipé de toute règle monastique contraignante. Profitant de nombreuses possessions dans le massif vosgien, y compris de l'autre côté des crêtes principales, Andlau et Remiremont illustrent le destin si caractéristique des insignes chapitres nobles qui ont pu se développer grâce au système politique spécifique au Saint-Empire romain germanique composé d'entités territoriales rivalisant l'une unes contre les autres. Pour être admise dans les chapitres de Remiremont comme d'Andlau, les candidates devaient présenter une ascendance noble au quatrième degré dans la ligne agnatique et cognatique. De plus, Andlau était une abbaye dite papale. La Basse-Alsace se distingue également de l'Alsace méridionale par le fait que les évêques de Metz étaient également possessionnés dans la plaine et le piémont alsaciens au haut Moyen Âge.
Les grands établissements monastiques anciens de Basse-Alsace créés à l'époque carolingienne sont :
- l'abbaye de Marmoutier, VIIe siècle
- l'abbaye de Graufthal, VIIIe siècle ;
- l'abbaye de Neuwiller, VIIIe siècle ;
- l'abbaye de Hohenbourg, VIIIe siècle ;
- l'abbaye de Niedermunster, VIIIe siècle ;
- l'abbaye d'Andlau, 880.

Les couvents créés au Moyen Âge sont :
- l'abbaye de Niederhaslach, XIe siècle ;
- l'abbaye de Baumgarten, 1125 ;
- l'abbaye de Saint-Jean-Saverne, 1127 ;
- le monastère d'Obersteigen, 1221 ;
- le couvent, puis la collégiale de Saverne, 1303.

Abbayes et prieurés d’Alsace
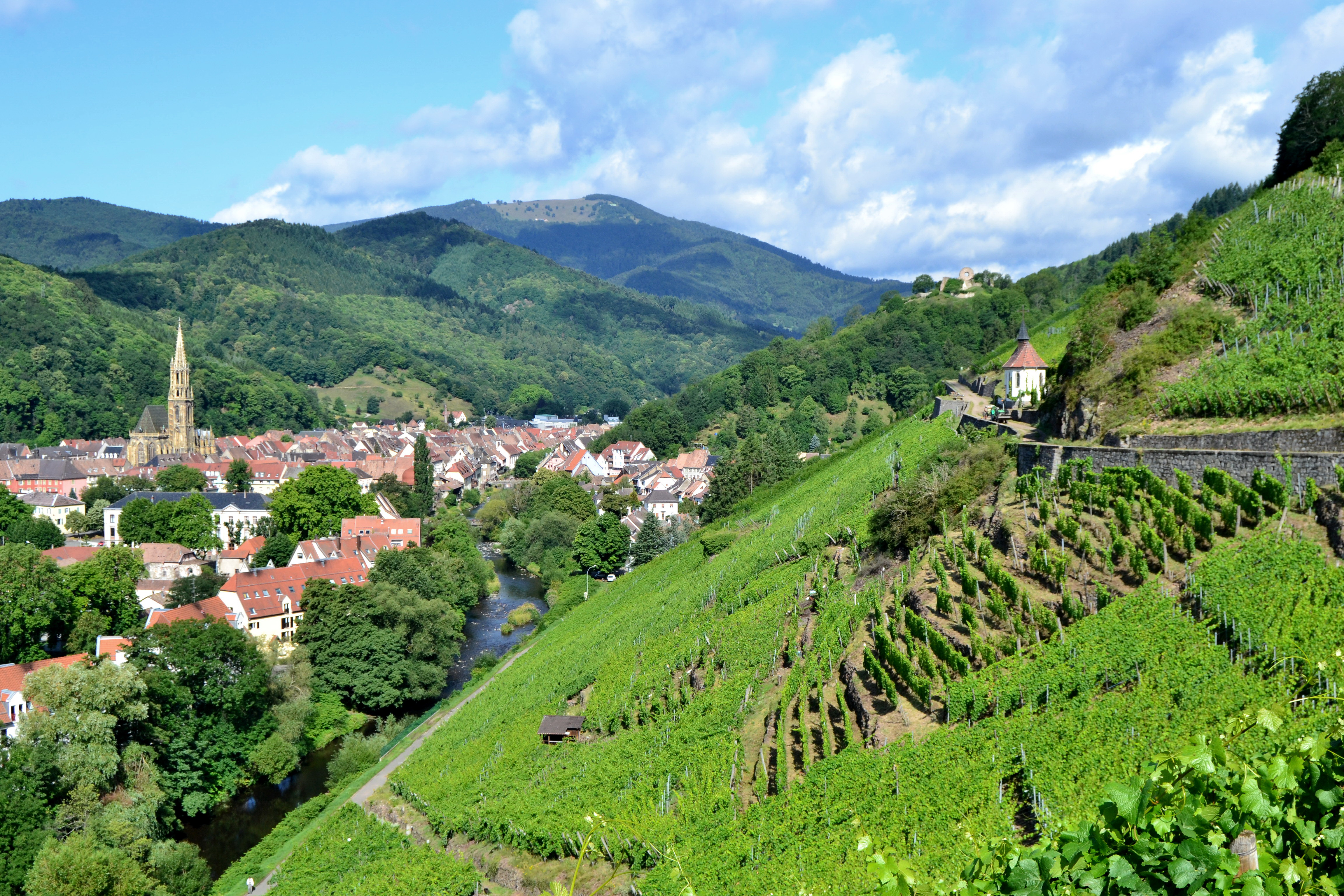
Vue sur Thann.
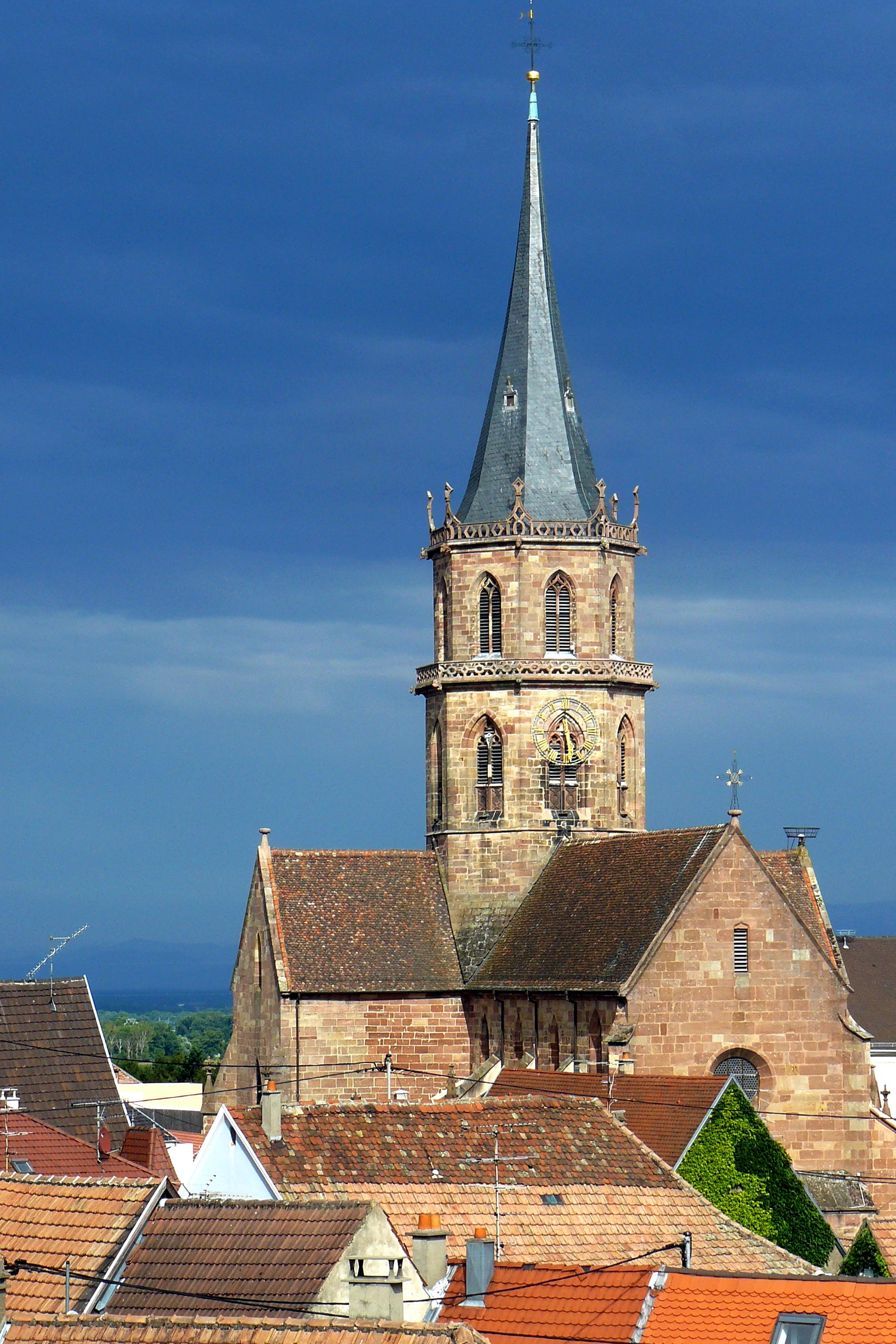
Eglise Saint-Maurice Soultz.
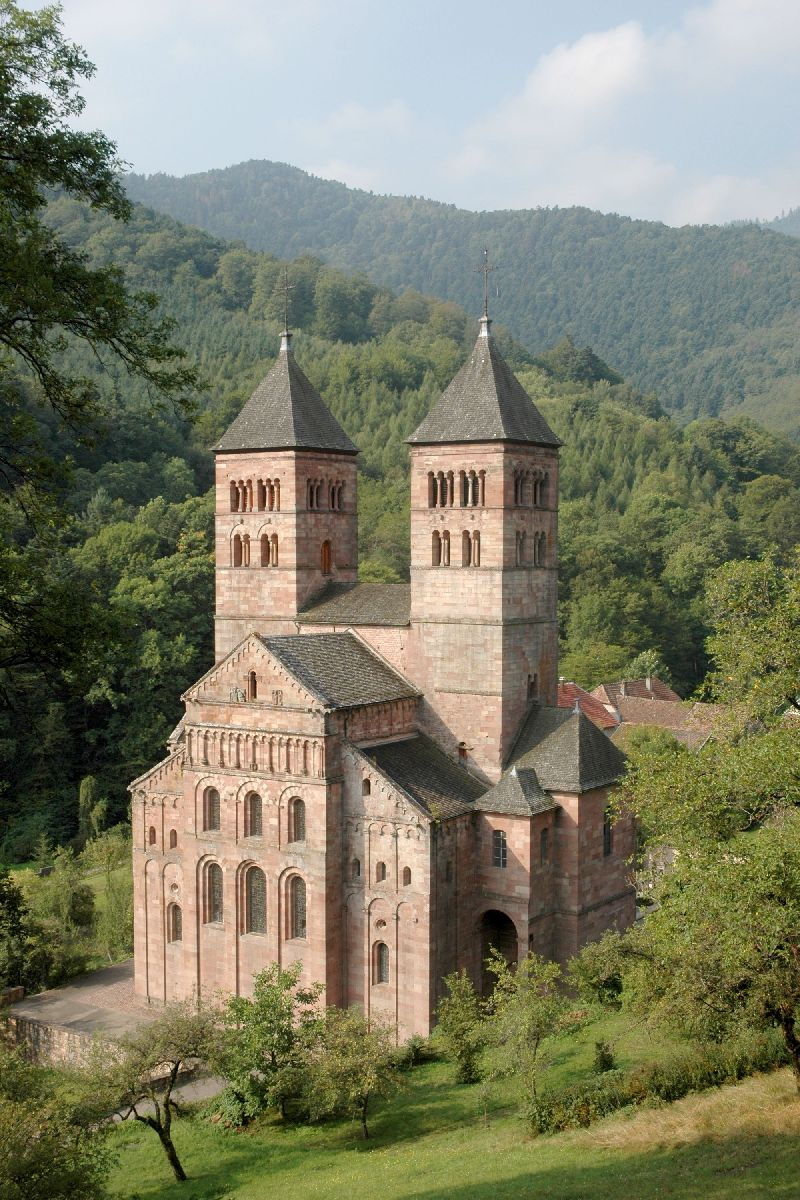
Abbaye de Murbach.
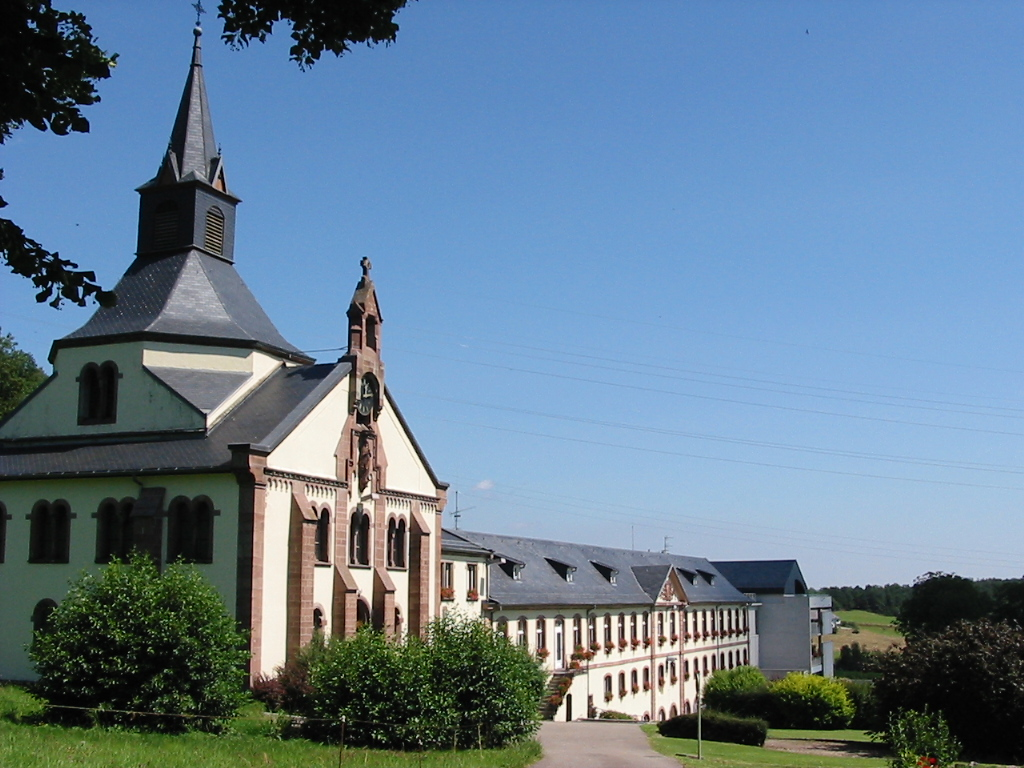
Abbaye de Pairis.
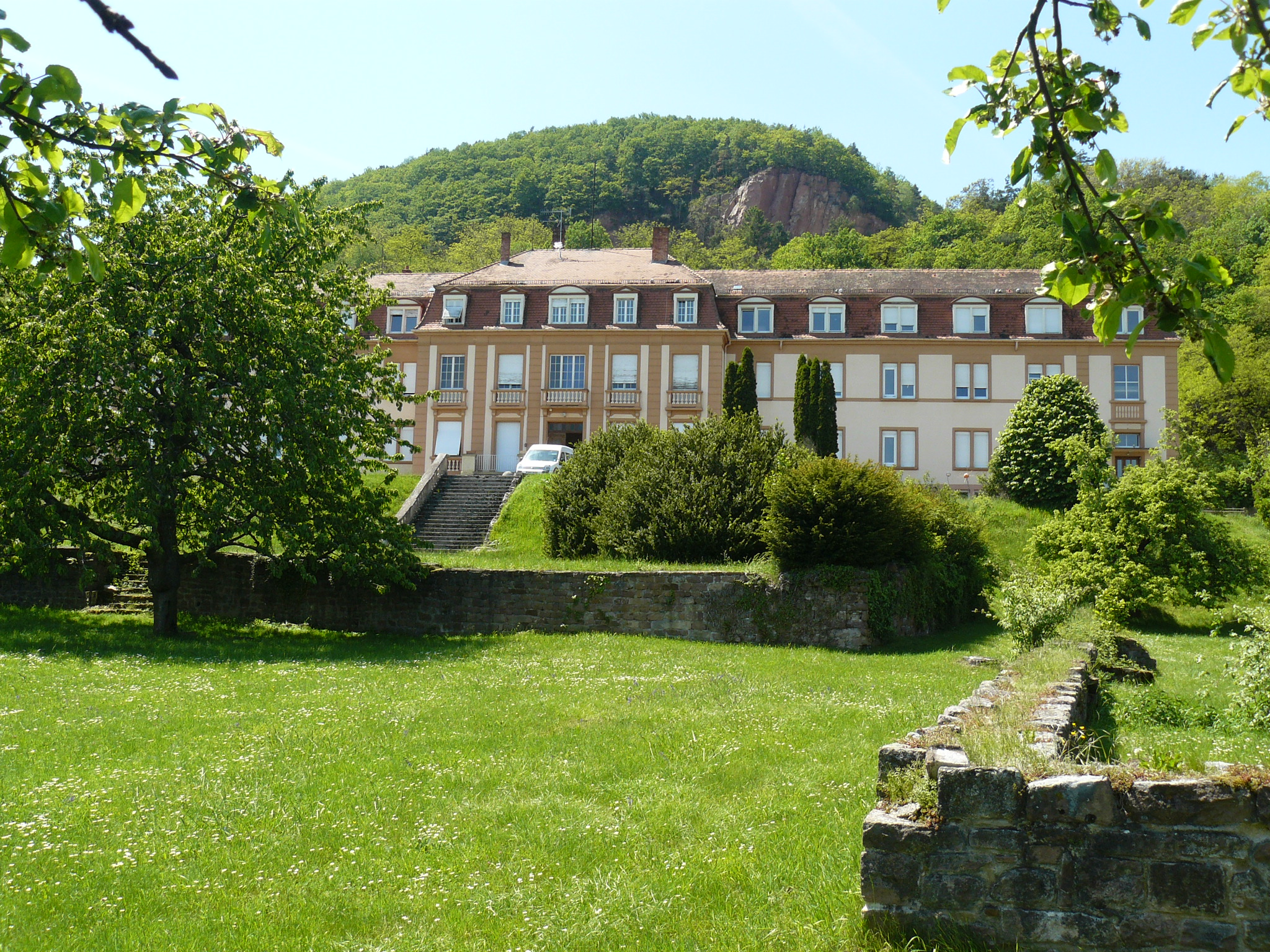
Abbaye de Marbach.
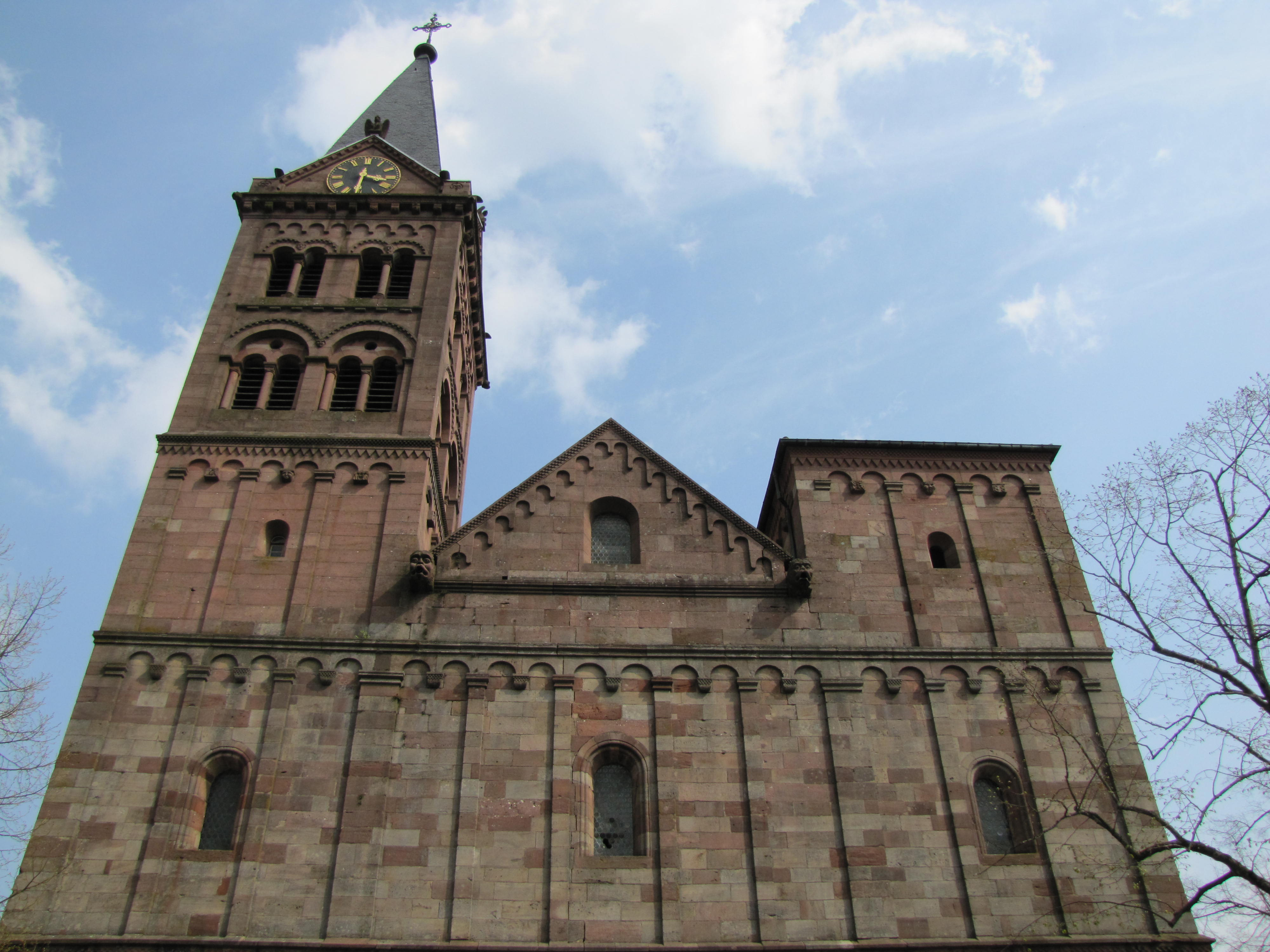
Abbaye de Lautenbach.
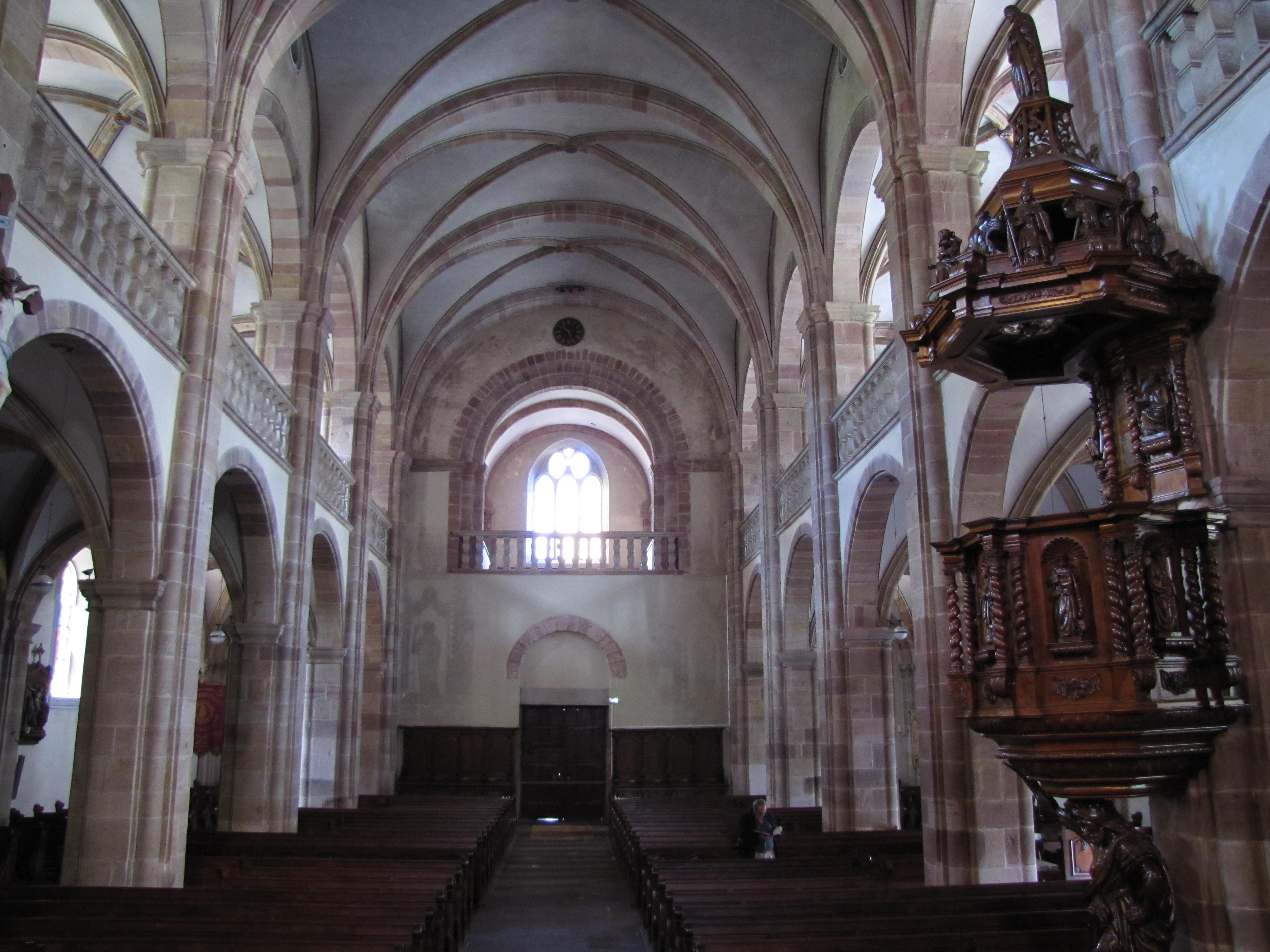
Abbaye d'Andlau.
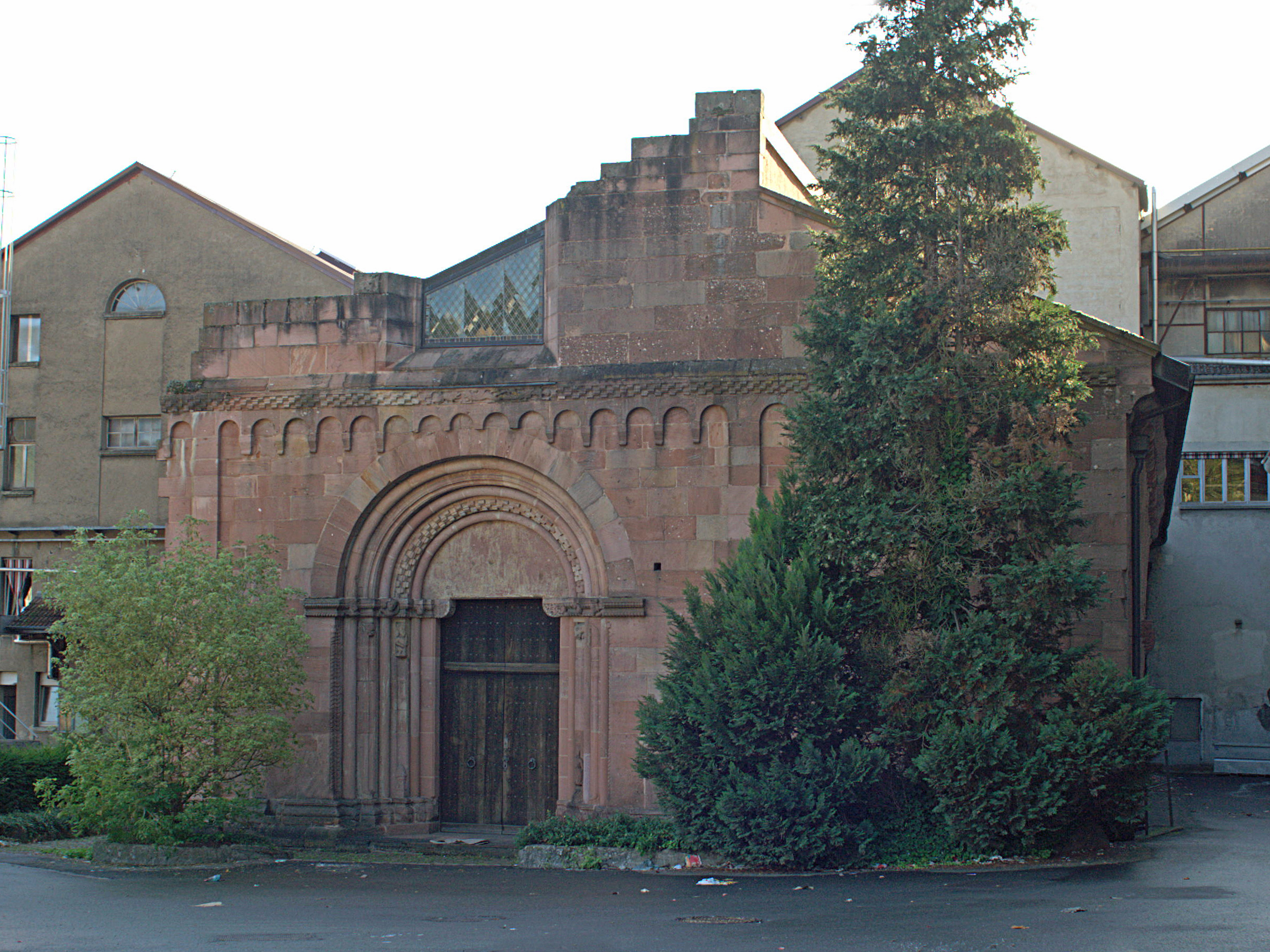
Ruines de l'abbaye d'Alspach.
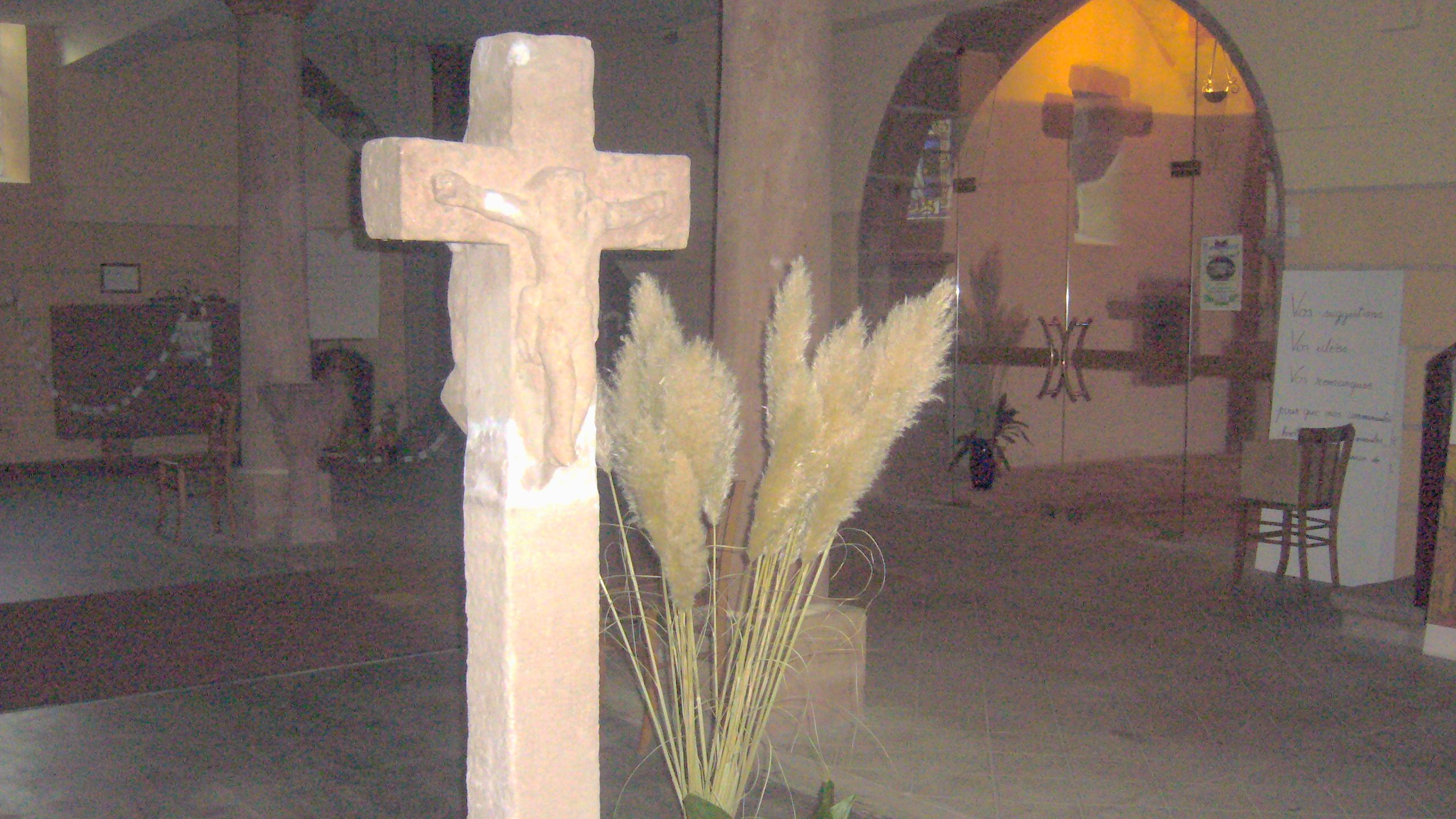
Croix du prieuré de Lièpvre.
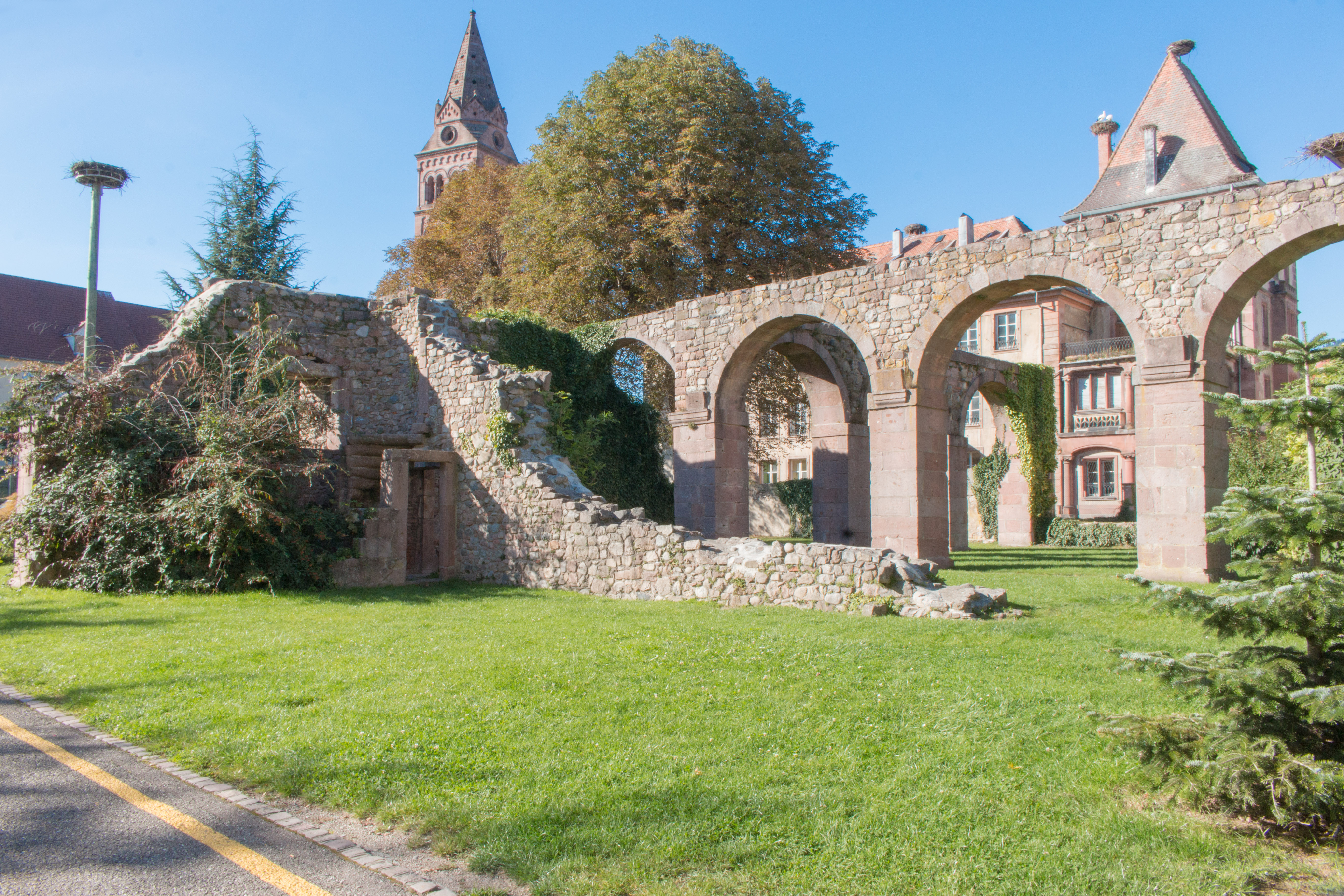
Ruines de l'abbaye de Munster.
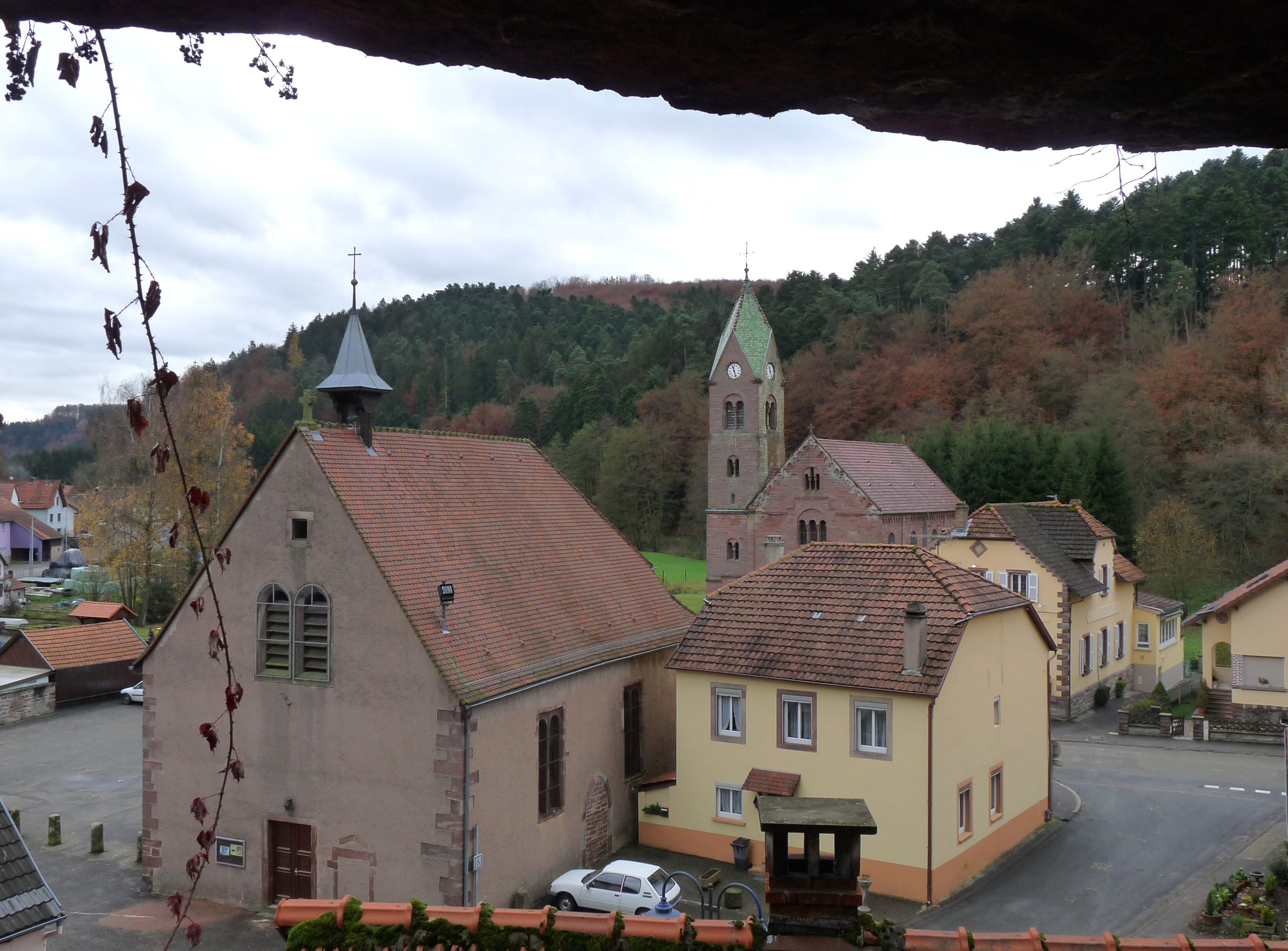
Vestiges de l'Abbaye de Graufthal.
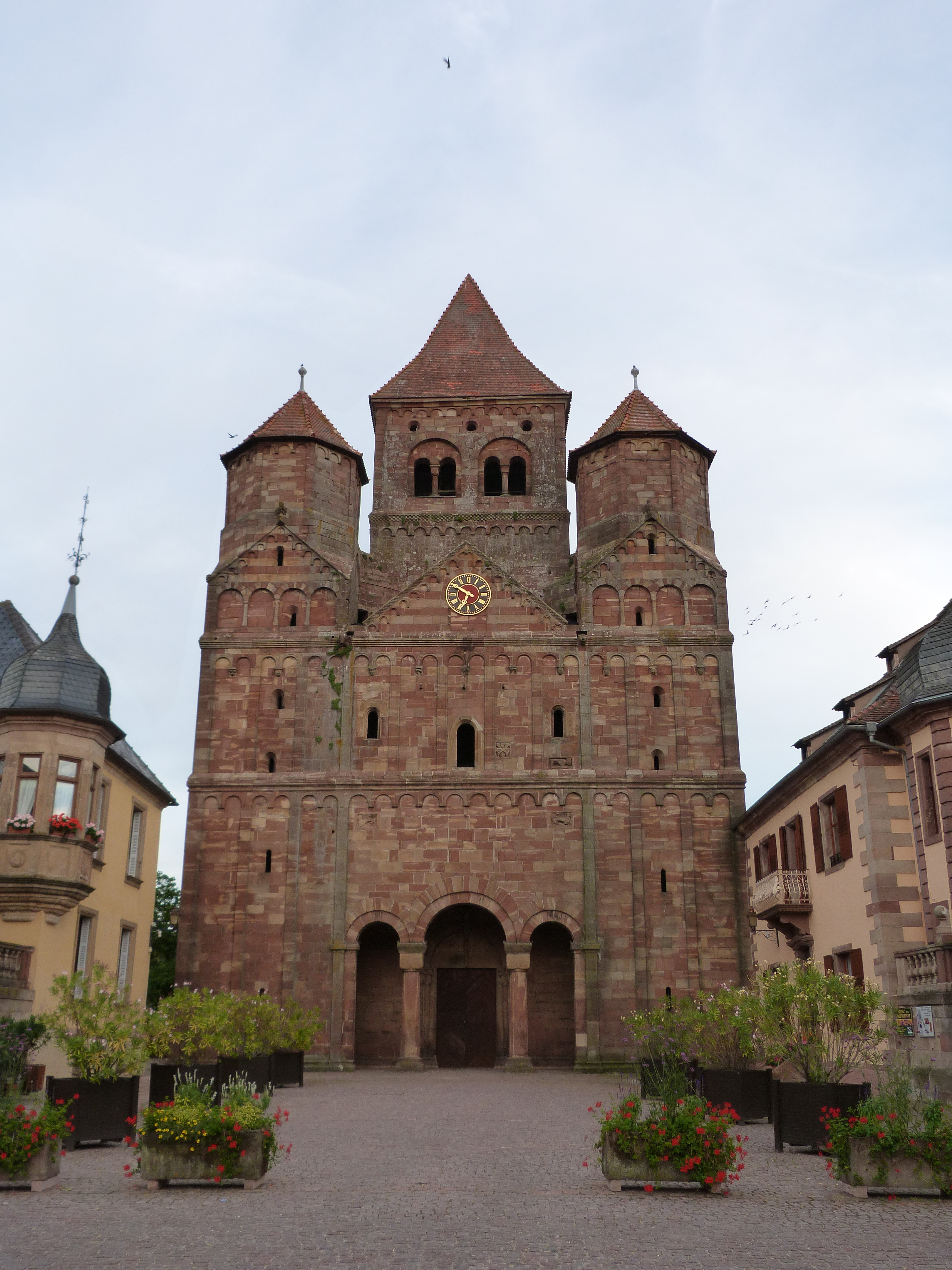
Abbatiale de l'abbaye de Marmoutier.
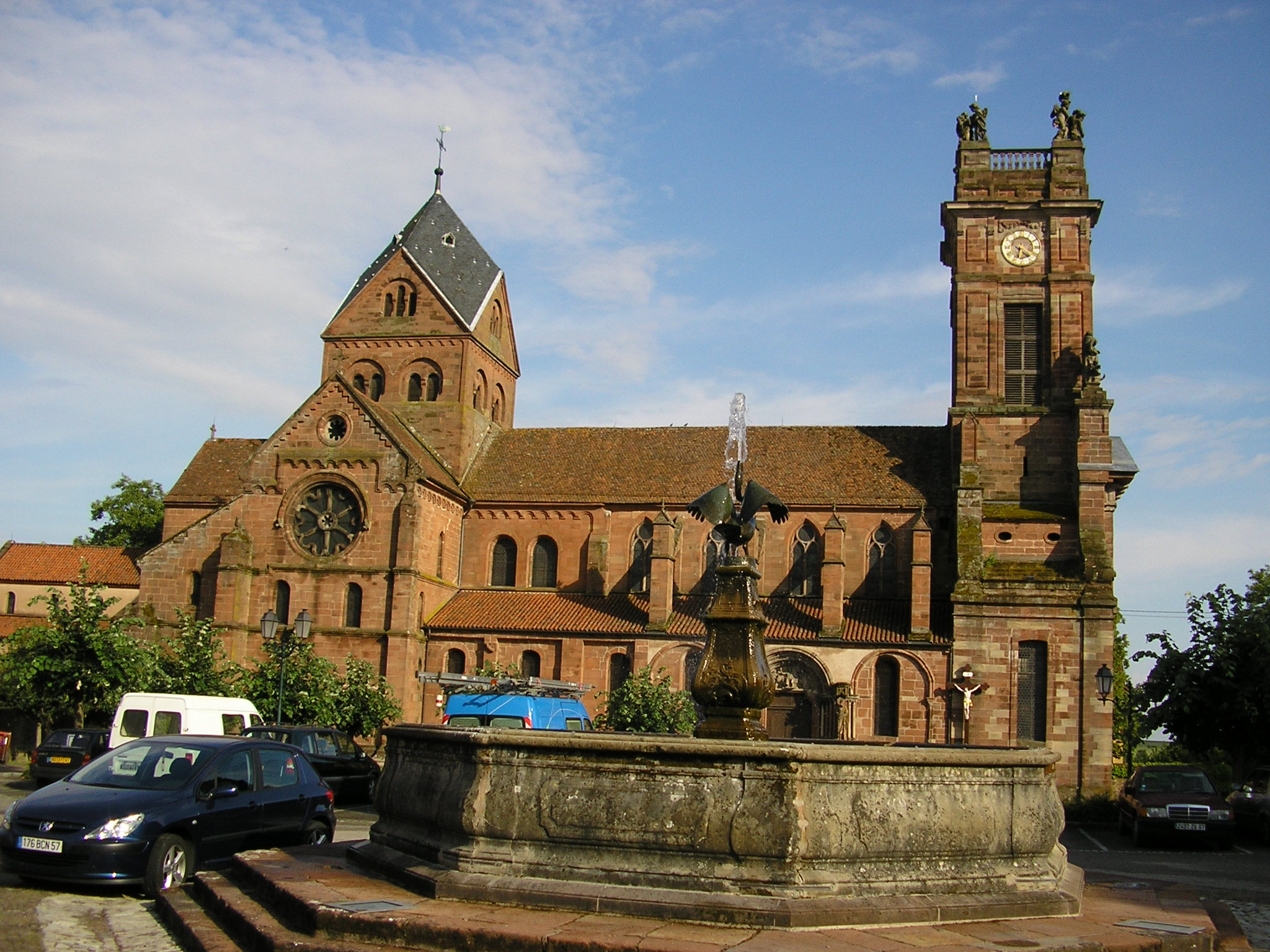
Abbatiale Saint-Pierre-et-Paul de Neuwiller-lès-Saverne.
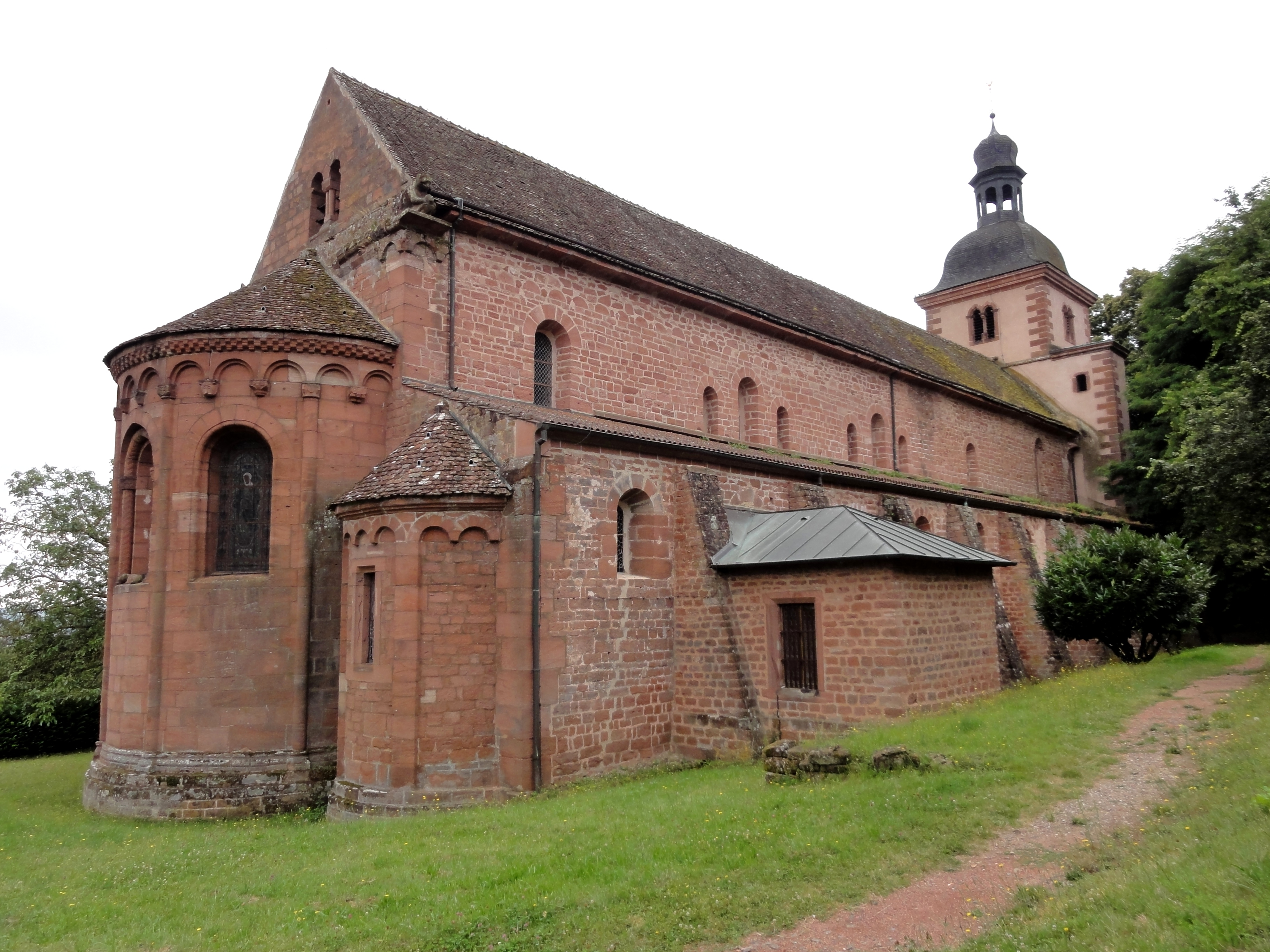
Abbatiale de Saint-Jean-Saverne.
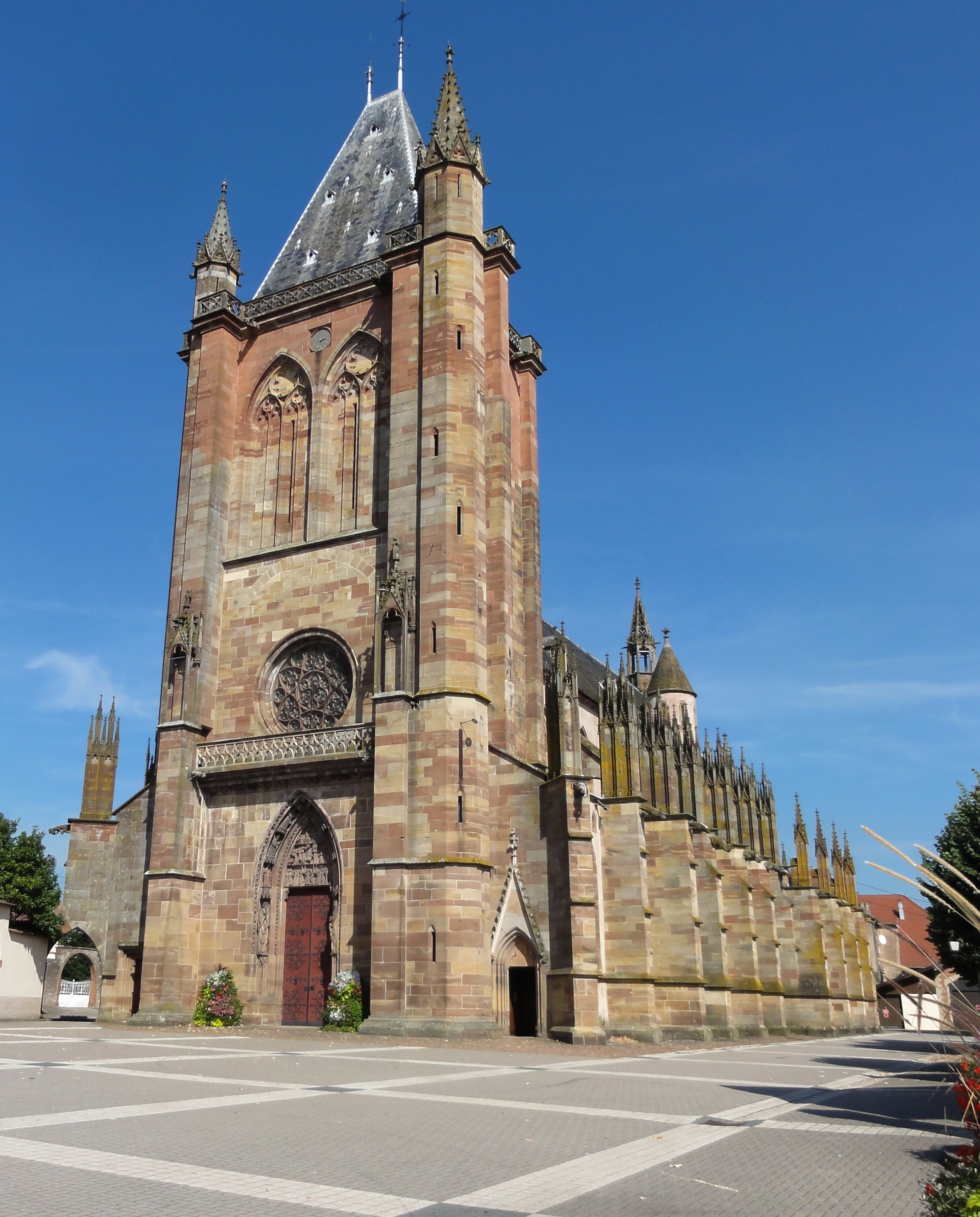
Collégiale Saint-Florent de Niederhaslach.
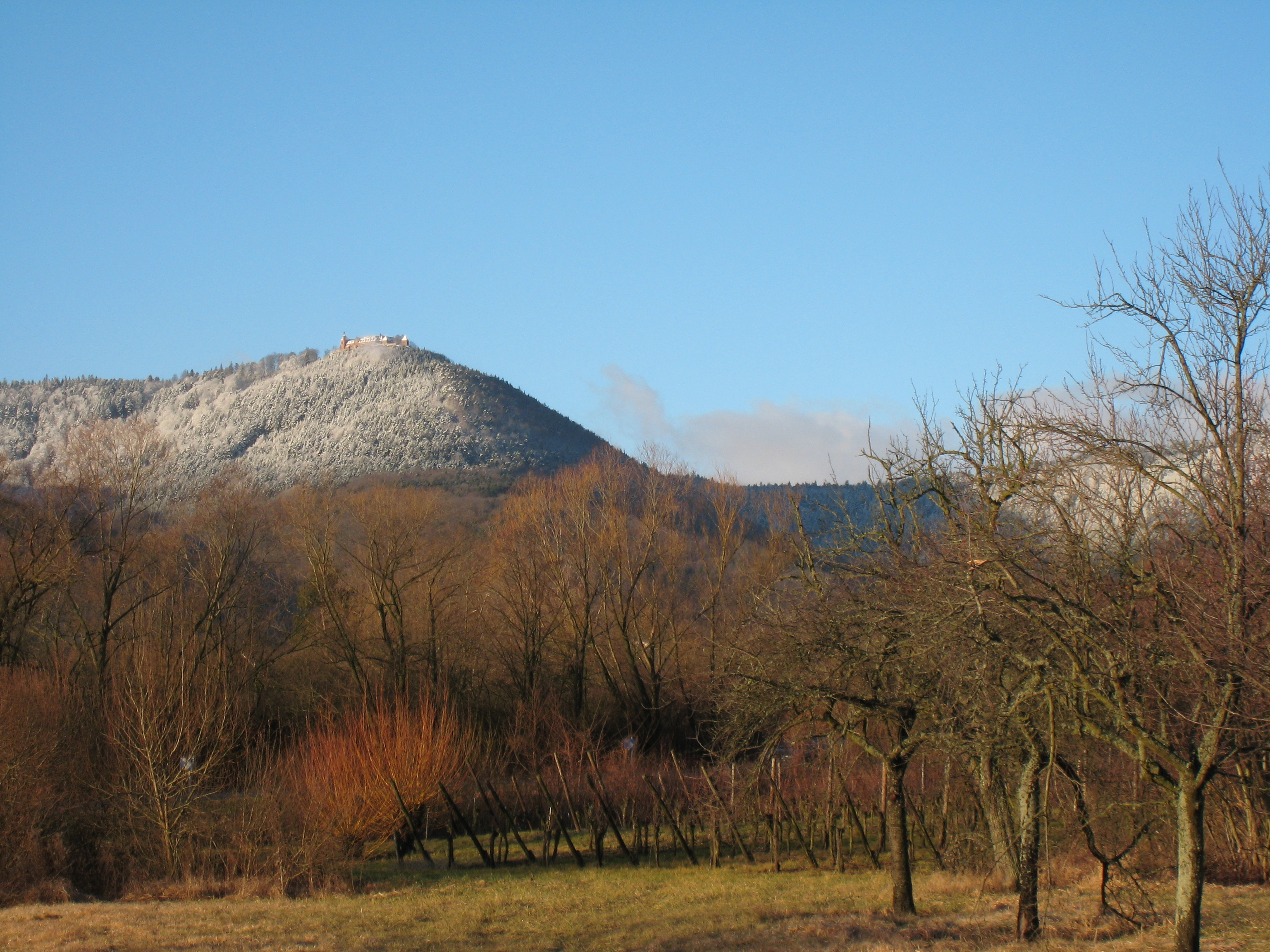
Vue du couvent du Mont Sainte-Odile depuis la plaine.
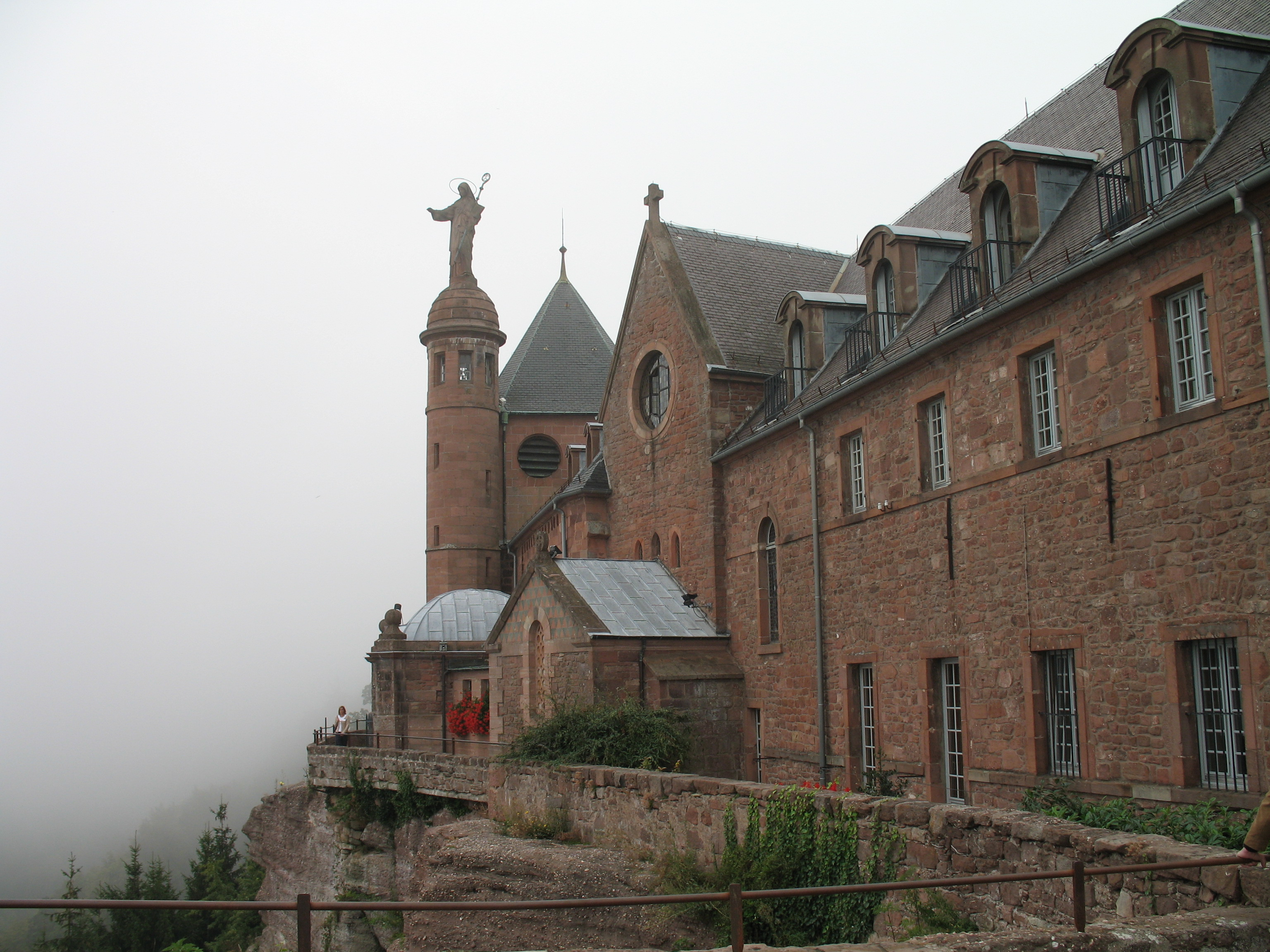
Couvent de Sainte-Odile.
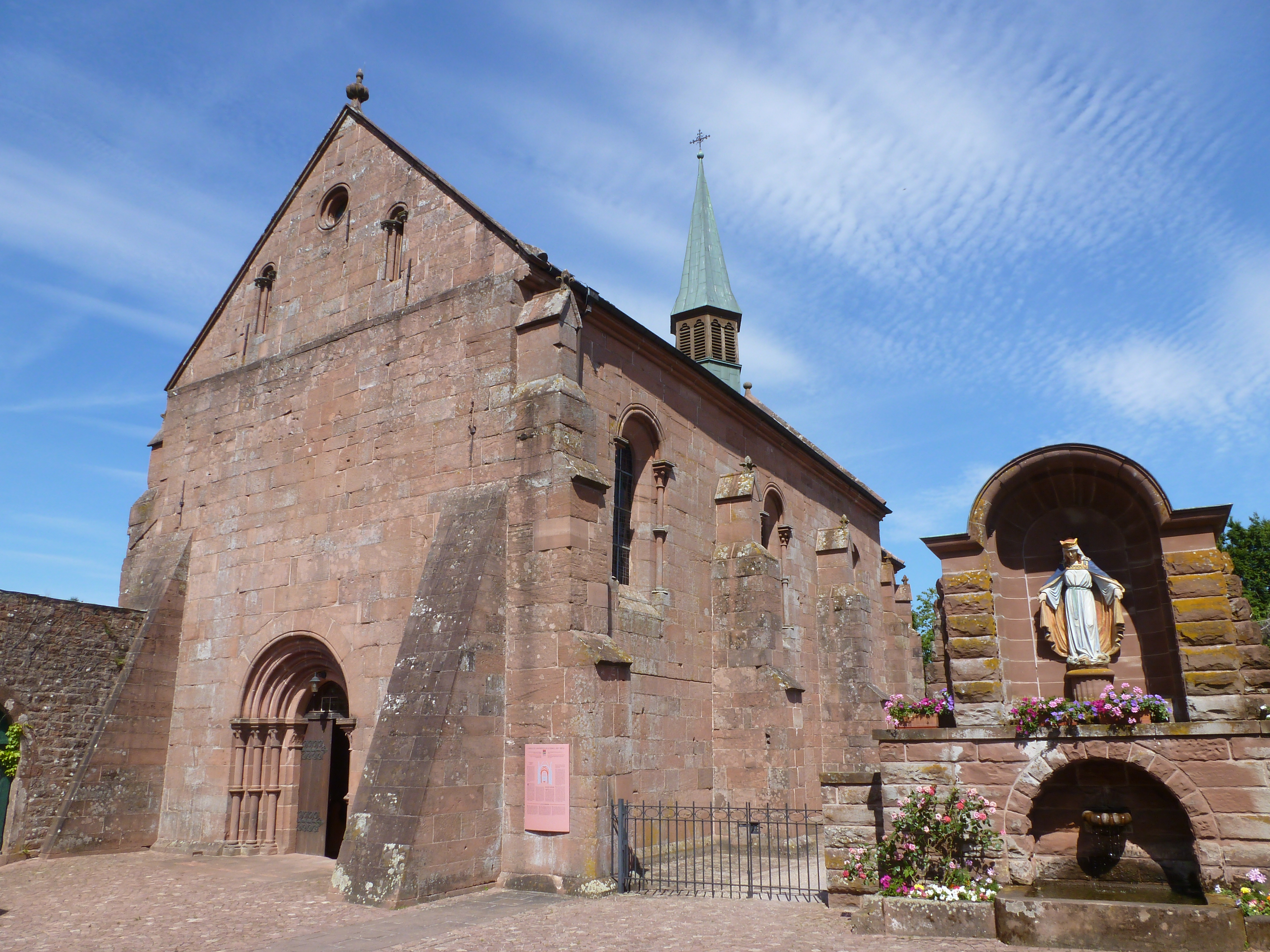
Chapelle du Monastère d'Obersteigen.
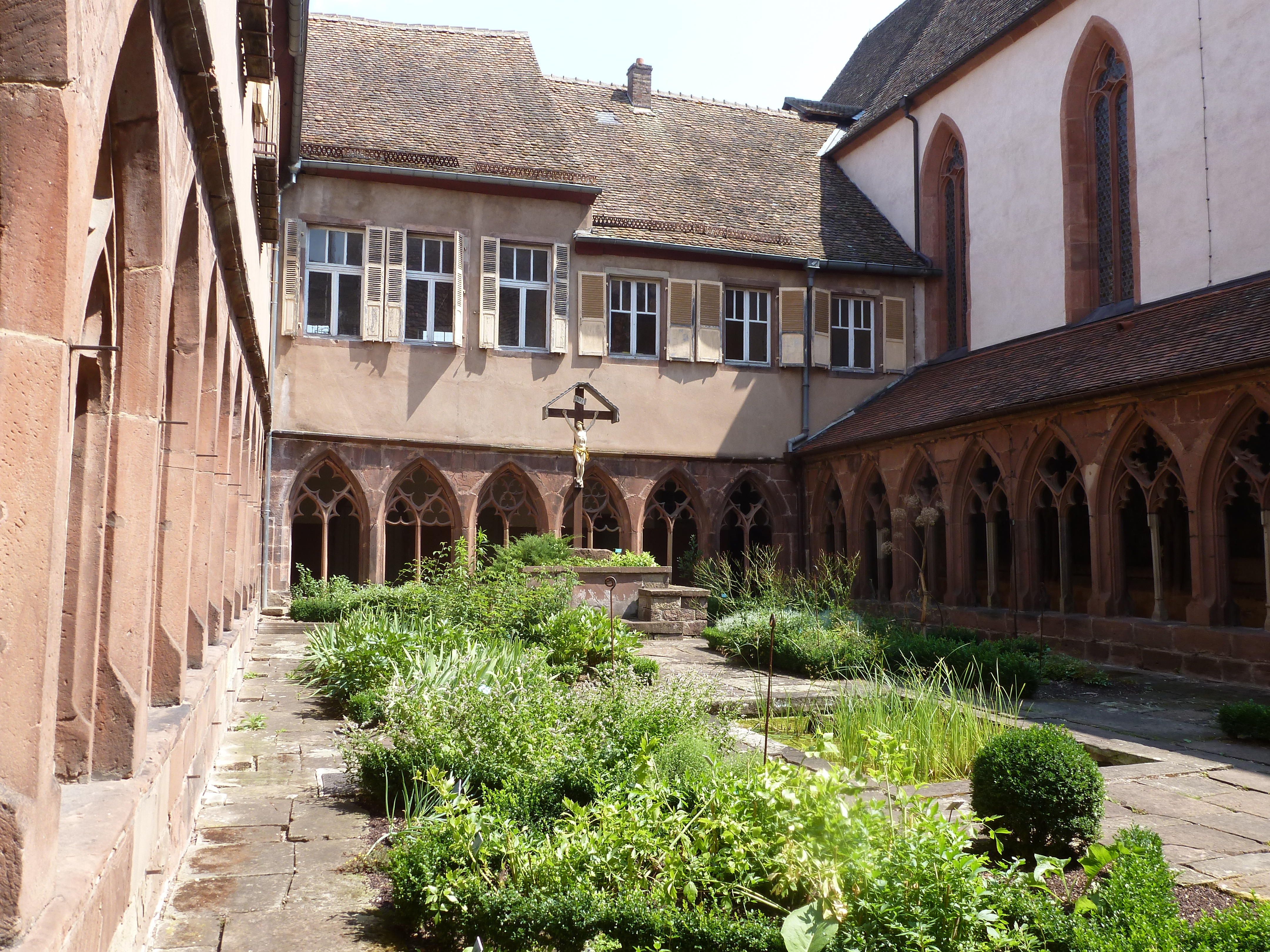
Cloître des Recollets de Saverne.
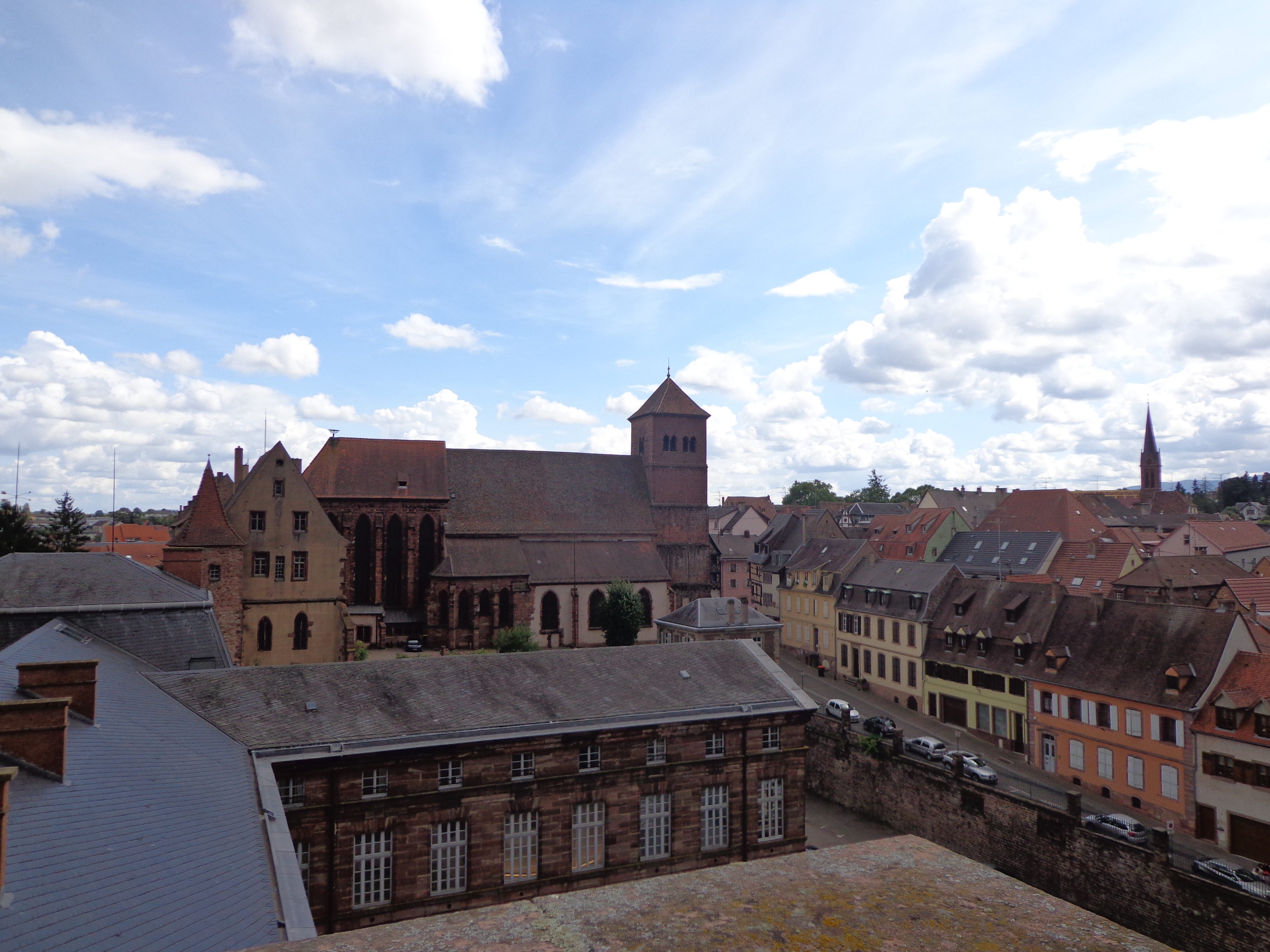
Collégiale de Saverne.

## Arrivée des ordres mendiants réformateurs auxXVIIeetXVIIIesiècles
À l'époque de la Contre-Réforme, les ducs de Lorraine favorisèrent l'implantation de couvents appartenant essentiellement à l'ordre des frères mineurs qui avaient connu une succession de crises et réformes théologiques avec, pour corollaire, la formation de nouvelles branches au sein de la famille créée par Saint François d'Assise. D'abord concentrés à l'ouest de la Lorraine (1560-1600), les frères mendiants  préférèrent les espaces urbains où la pauvreté prit des formes nouvelles avec l'arrivée massive de gens fuyant les campagnes (1600-1620). Ce n'est qu'à partir de 1620 que les frères mendiants sont invités par les souverains lorrains à s'implanter davantage à l'est du duché, sur les contreforts des Vosges où le protestantisme venant d'Alsace avait gagné un peu de terrain. Jusqu'en 1635, les dominicains d'Alsace appartinrent à la province de Teutonie pendant que leurs frères lorrains furent rattachés à la province de France, puis de Lorraine ou Champagne. Ce ne sont ni les frères mineurs, ni les frères prêcheurs qui répondirent à l'appel, mais les frères mineurs capucins qui fondèrent le plus de couvents dans les parties rurales et montagnardes de la Lorraine orientale. En revanche, les franciscains jouèrent un rôle considérable dans la vie lorraine ducale en restant présents dans la capitale auprès de la cour et des décideurs politiques. Ils se sont notamment clairement engagés pour le maintien de l'indépendance et de la souveraineté de la Lorraine face à l'occupant français. Les capucins firent de même dans les campagnes pendant les longues années de confusion de la guerre de Trente Ans, puis après avec la résistance qu'ils ont opposée aux idées révolutionnaires de la fin du XVIIIe siècle.

### Capucins
Les Frères mineurs capucins, dont l'ordre fut approuvé en 1517, progressèrent peu à peu vers l'est de la Lorraine où l'accueil de la population locale fut très positif. On appréciait l'humilité et la simplicité de vie des capucins dans les campagnes car les frères avaient souhaité revenir aux premiers principes de la règle de vie de saint François d'Assise privilégiant la pénitence et l'aumône à l'étude et la vie close dans le couvent. Ils fondent dans une première phase des couvents à :
- Remiremont en 1610[21] ;
- Épinal en 1619[21] ;
- Rambervillers en 1621[21] ;
- Saint-Dié en 1624[21] ;
- Bitche en 1629[21].

Dans la deuxième moitié du XVIIe siècle, on leur propose de fonder des couvents : 
- Bruyères[22],[5], le 4 mai 1663[23],[N 3].
- Bourbonne-les-Bains en 1680[22] ;
- Châtel-sur-Moselle en 1707[22].

En Alsace, les Capucins privilégient les villes et délaissent le massif montagneux à l'exception de Thann où un petit couvent fut inauguré en 1627 ; ils fondent des nouvelles maisons dans la plaine alsacienne à Colmar en 1629 et à Strasbourg en 1681 ou encore à Sélestat.

### Annonciades

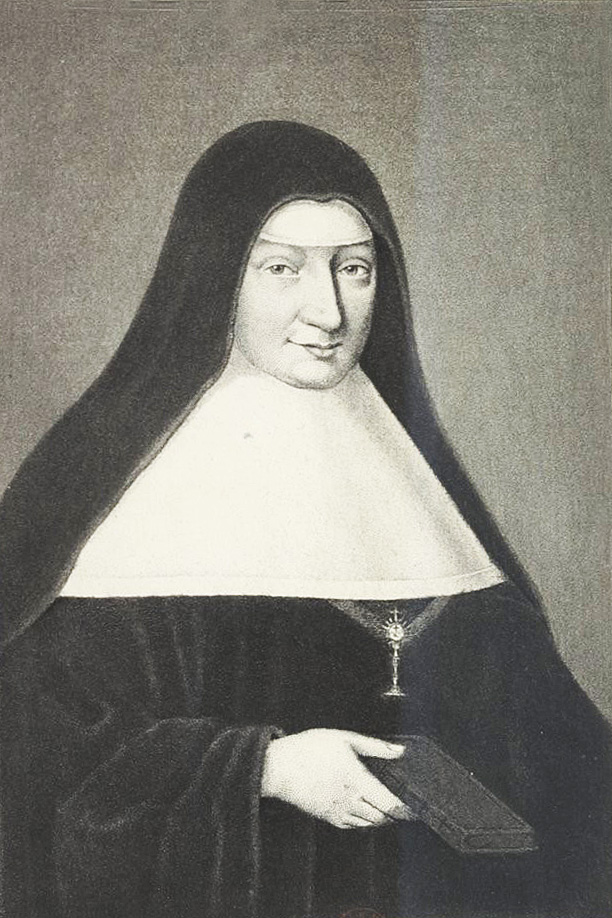
Annonciade Sœur Saint-Jean devenue Mère Mectilde du Saint-Sacrement, bénédictine

Les Annonciades célestes, dites blanches, étaient comme les frères capucins plutôt installées dans les milieux urbains. Pour la Lorraine, le couvent était à Nancy en 1617. Les souverains lorrains leur demandèrent de fonder une maison à Épinal en 1632 C'est le seul couvent dans les Vosges.
Les Annonciades quittent leur couvent le 12 mai 1791
Les Annonciades rouges, dites des Dix Vertus de la Vierge, sont d'obédience franciscaine et ont progressivement avancé vers l'est du duché de Lorraine où leur implantation fut globalement tardif ; présentes à l'ouest à Clermont-en-Argonne et à Neufchâteau et au centre à Pont-à-Mousson, elles s'installent à Saint-Nicolas-de-Port en 1626. Suivent ensuite les maisons de Bruyères en 1631 et Badonviller en 1632. La maison mère de Saint-Nicolas-de-Port servit de vivier pour les couvents de l'Est lorrain. La période de création de ces couvents fut défavorable pour la pérennité des nouvelles maisons car la Lorraine est impliquée dans la guerre de Trente Ans caractérisée par une succession d'occupation et de pillages par la soldatesque de tous bords. Il n'existe pas encore d'armées nationales à ce moment-là, les troupes de mercenaires multinationaux qui ne reçoivent pas leur solde se servent souvent eux-mêmes dans les villages environnants à partir de leur quartier d'hiver. En 1635, le couvent annonciade de Bruyères comme le faubourg sont dévastés par les « Suédois » en 1635, autrement dit les mercenaires du camp protestant. Les sœurs se réfugient  à Badonviller, puis à Commercy en 1636, puis chez Madame des Armoises à Burey-en-Vaux. De là, elles obtiennent l'autorisation de fonder un nouveau couvent à Vaucouleurs en 1647. Cinq Annonciades sur vingt du couvent de Bruyères survivront à cette épreuve, notamment à cause de la peste.
Les vicissitudes endurées par la communauté des Annonciades de Bruyères conduisent Catherine de Bar, la jeune ancelle déodatienne du couvent qui n'aura existé que quatre ans, à renoncer à la reconstruction de la maison bruyéroise,. L'Annonciade lorraine quitta sa terre natale en 1651 et poursuivra sa vie religieuse en devenant Mère Mechtilde du Saint-Sacrement, fondatrice de l'Institut des bénédictines de l'Adoration Perpétuelle du Très Saint-Sacrement de l'Autel en 1653 à Paris, une nouvelle congrégation au sein de l'ordre bénédictin.

### Récollets
Les Frères mineurs récollets ou simplement récollets sont des franciscains réformés qui sont en désaccord avec les  cordeliers (qu’on nomme aussi « Observants ») et les capucins.
Les récollets affirment qu'ils sont de vrais pauvres contrairement aux observants ou aux conventuels. Le récollet vit sans rente ni réserve. Tout tourne autour de la vie en communuauté et de la propriété des biens dans lesquels celle-ci évolue. Les conventuels sont propriétaires des locaux par exemple avec tout ce que cela implique. Les adeptes de la stricte observance se sont accommodés d’un compromis établi très tôt du vivant du fondateur de l’ordre franciscain ; ils vivent dans un couvent qui encadre la vie des frères, y compris pour les réserves de blé, de vin et autres denrées. Ils gèrent un budget. En revanche, les récollets souhaitaient revenir à l'aumône caractéristique des débuts des ordres mendiants. Ils quittent leur couvent tous les jours pour quêter et demander l'aumône. Cette pratique également répandue chez les dominicains requiert un partage des espaces suffisamment grand pour que chaque couvent ait les moyens de survivre par l'aumône auprès de la population locale. En ville, les ordres mendiants se partagent des quartiers. Le retour à la pauvreté symbolisée par le petit Pauvre (« Poverello »), se manifeste chez les récollets par une imitation de saint François qui préférait marcher pieds-nus. Ils portent un long manteau. Du coup, la distinction avec les capucins était plus difficile qu'avec les observants. Récollets et capucins ont donc débattu quelque temps sur l'habit qui permettait aux paroissiens de reconnaître un ordre d'un autre. Après intervention des hautes autorités ecclésiastiques et laïques, on se mit d'accord en 1627 sur le fait qu'un récollet porterait la capuce au bout arrondi sur le modèle historique de saint François dont on fit un patron qui passa de couvent en couvent pendant que les capucins se reconnaissaient à le capuche longue et pointue qui atteignait la cordelette à la hanche.
Il y avait deux provinces de l'ordre des récollets dont les limites correspondaient aux territoires classiques de la Lorraine et de l'Alsace. La Lorraine était encore un état indépendant tandis que l'Alsace appartenait au royaume de France.
- La province Saint Nicolas, celle de Lorraine, fut fondée en 1727 et ne comporte aucun couvent dans le massif vosgien. Darney dans la Vôge est le proche[N 5],[38],[39].
- La province Saint Pierre d’Alcantara pour l'Alsace a été fondée en 1750 ; quelques sites se situent dans le massif vosgien ou sur le piémont comme Kaysersberg, Neuwiller, Rouffach et Saverne[40],[N 6].

Les conflits de fond sont illustrés par exemple par le couvent de Raon-l'Étape. Les Cordeliers sont autorisés à fonder une maison dans cette ville en 1467. Les dissensions avec les récollets se font sentir au XVIe siècle si bien que les cordeliers quittent le couvent en 1521 en laissant la place des frères récollets. Mais en 1634, la maison est quasiment à l’abandon. Les cordeliers reprennent possession des lieux de 1634 à 1792. À la Révolution française, la maison de Raon-l’Étape dans la custodie de Lorraine compte treize frères.[réf. nécessaire]

## Particularisme des abbayes vosgiennes auXVIIIesiècle
Les abbayes vosgiennes de Senones, Moyenmoutier, Etival, Domèvre et la grande-prévôté de Saint-Dié voulaient s'émanciper de la tutelle de l'évêque de Toul pensant avoir les compétences et l'autorité suffisantes pour gérer leurs territoires respectifs au spirituel. Ils considéraient ces territoires comme nullius. Ils nommaient et ordonnaient les prêtres, géraient la pastorale et possédaient des officialités. Les évêques de Toul protestèrent et l'affaire fut portée à Rome. Le duc Léopold soutenait les abbayes vosgiennes car il souhaitait avoir un diocèse vosgien indépendant. Le pape aurait accepté la création d'un diocèse à Saint-Dié en 1719, mais l'intervention du roi de France, de l'évêque de Toul et du métropolitain de Trèves fait tout échouer en 1720. Le Saint-Siège craint la rupture des relations diplomatiques avec la France et revient sur son accord initial alors que les abbayes vosgiennes avaient fini par consentir à céder leurs ressorts au nouvel évêque déodatien.
Rome trouve une solution intermédiaire en nommant des prélats évêques in partibus infidelium :
- Jean-Claude Sommier, Vosgien vivant à Rome, grand-prévôt de Saint-Dié, est nommé archevêque i.p.i. de Césarée en 1725 avec tous les pouvoirs épiscopaux qui s'y rattachent ;
- l'abbé de Senones, dom Mathieu Petitdidier, est nommé évêque i.p.i. de Macra en 1726 ;
- l'abbé Hugo d'Etival est consacré comme évêque de Ptolémaïde en 1728.

Abbayes des Vosges moyennes
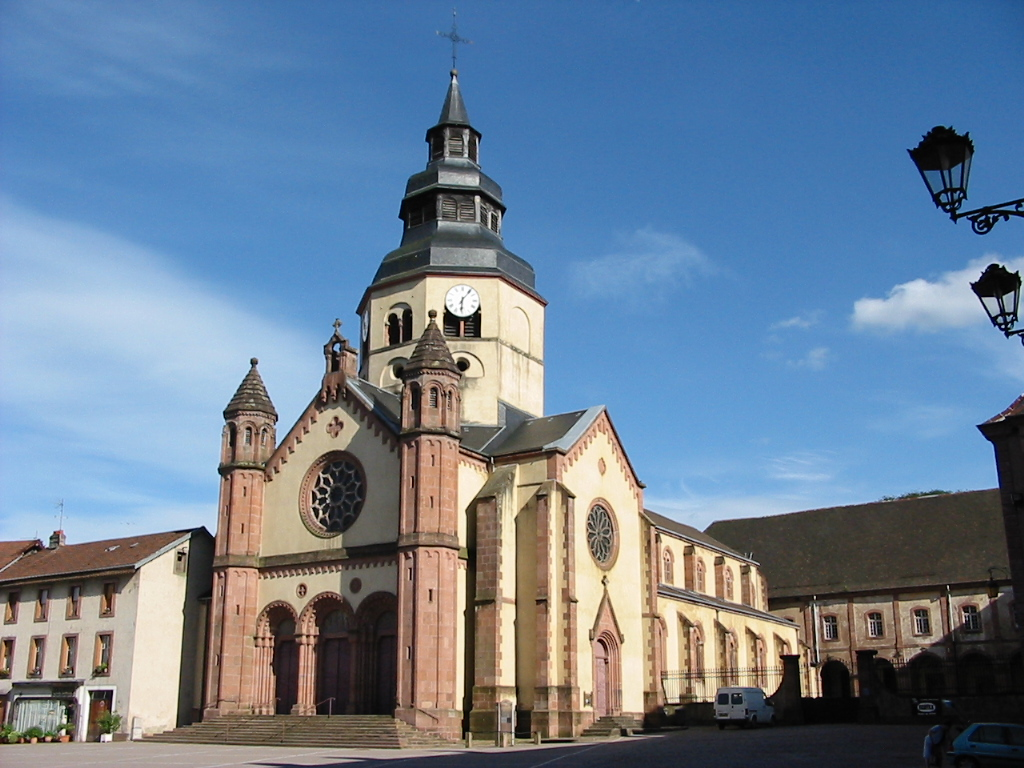
Abbaye de Senones
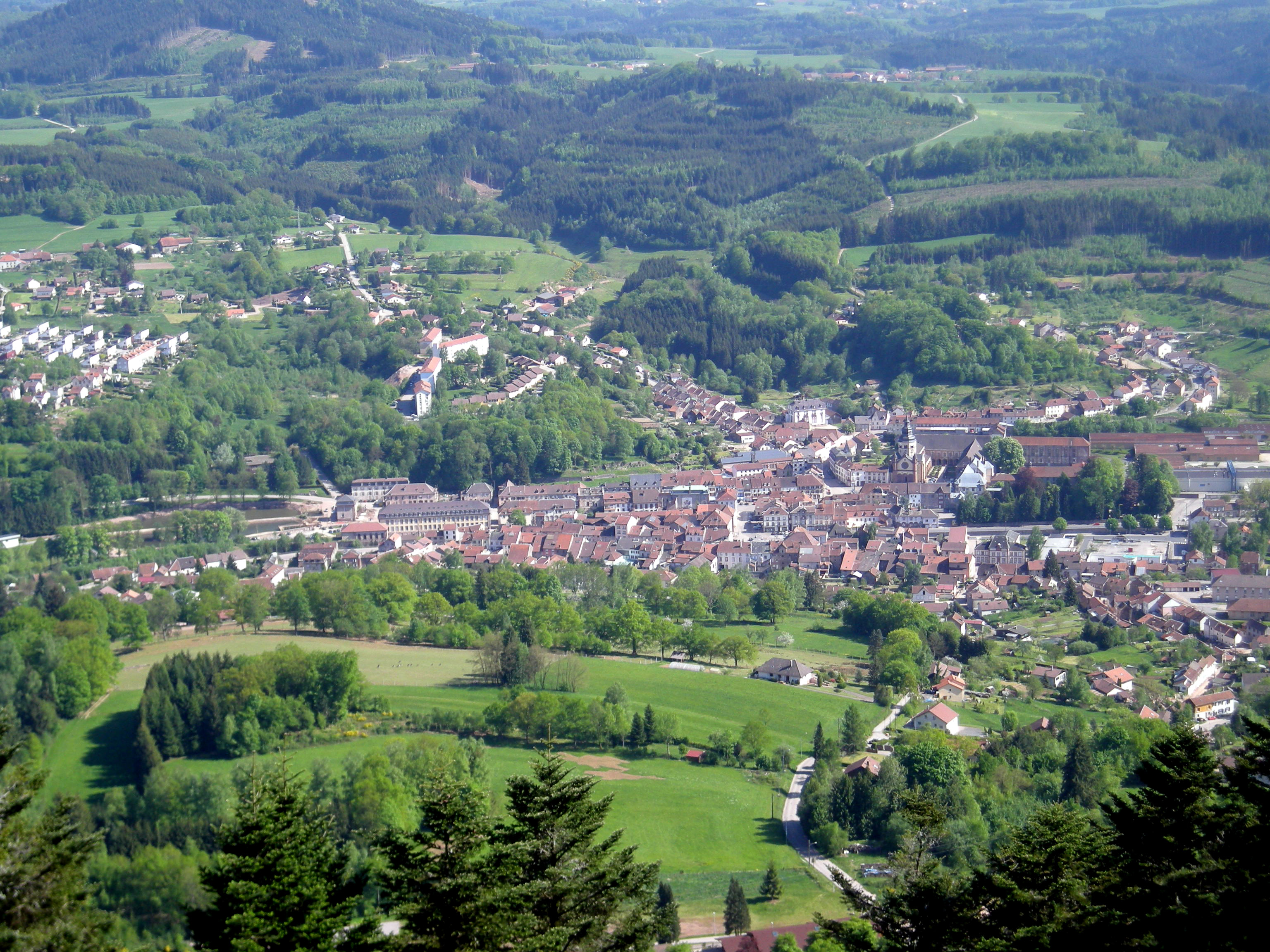
Vue aérienne de Senones
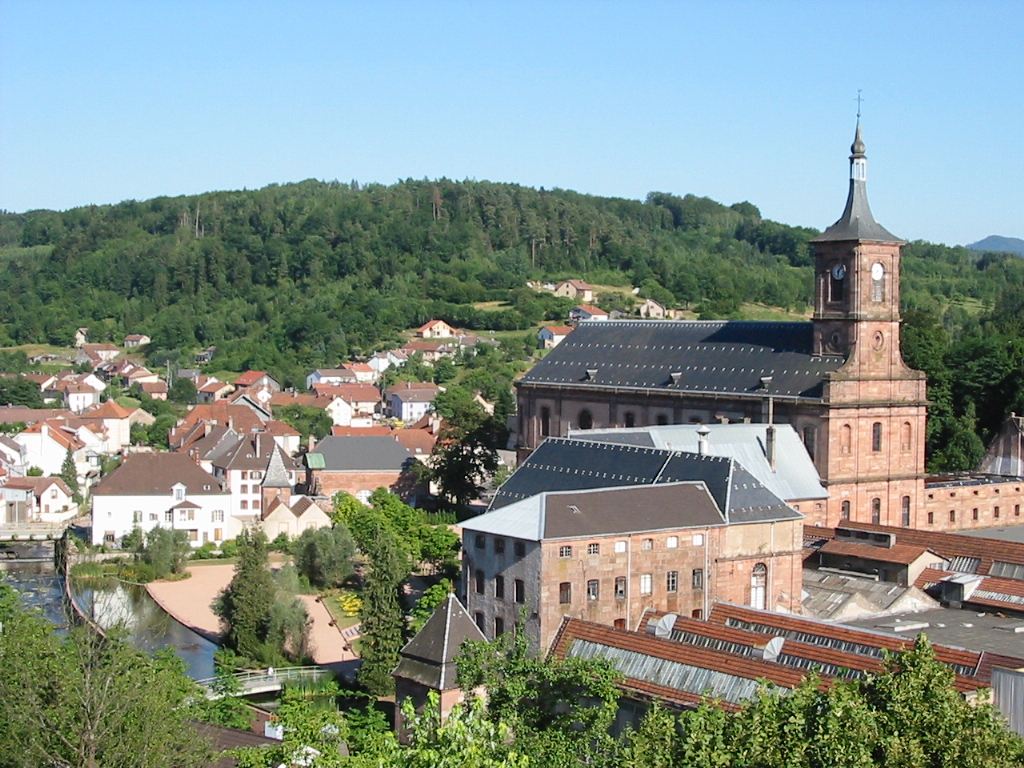
Village de Moyenmoutier
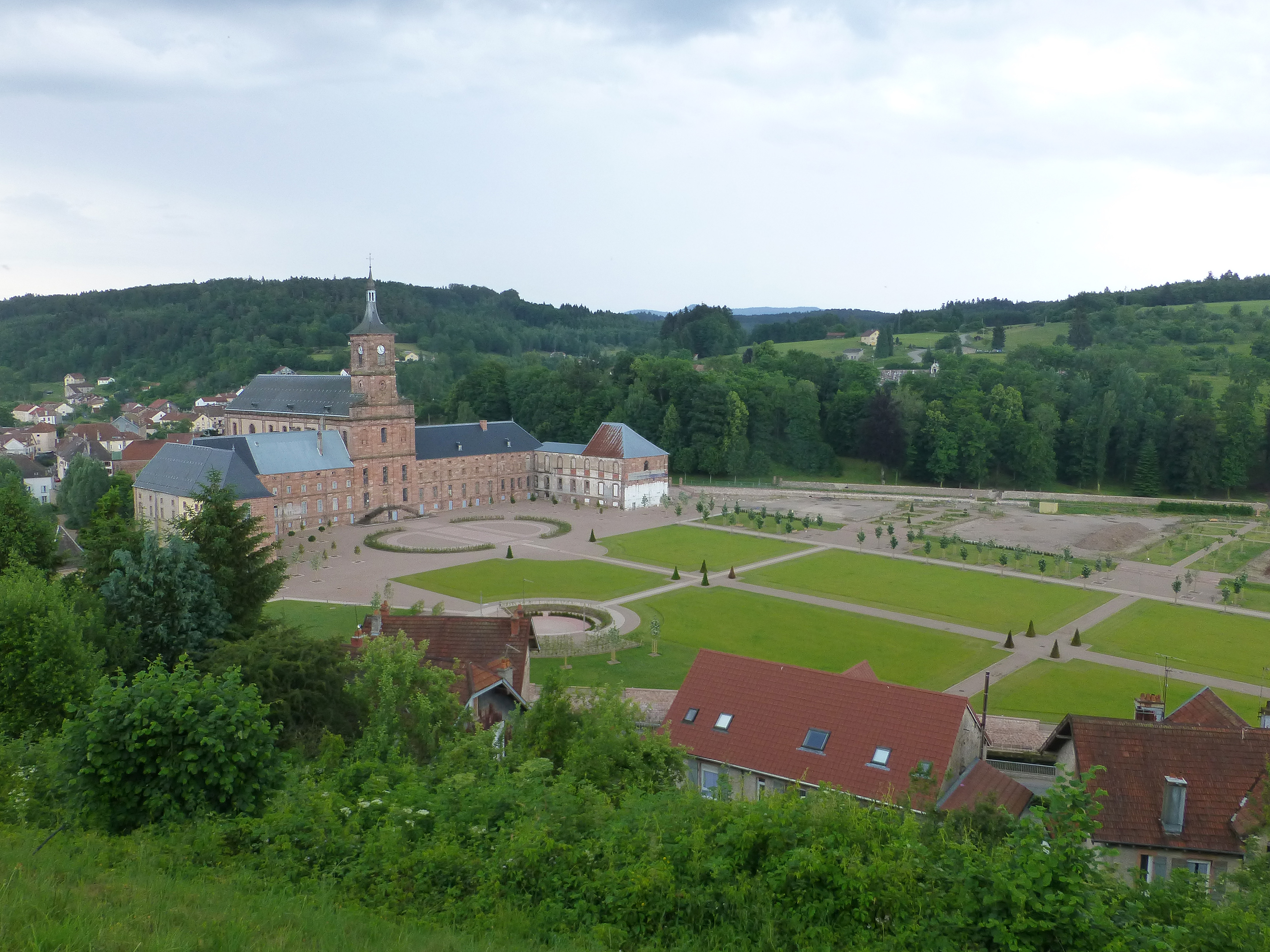
Abbaye de Moyenmoutier
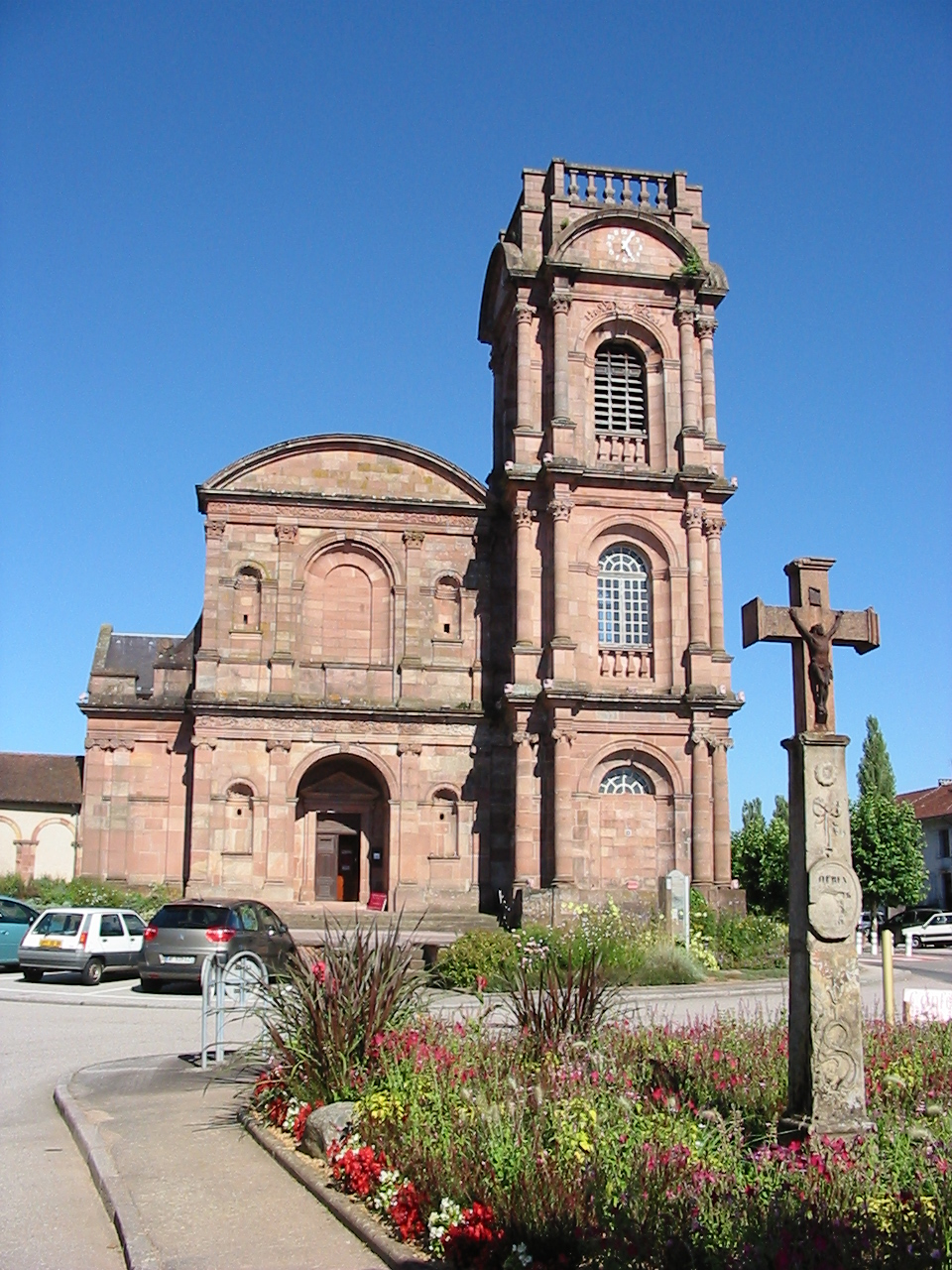
Abbaye Saint-Pierre d'Étival
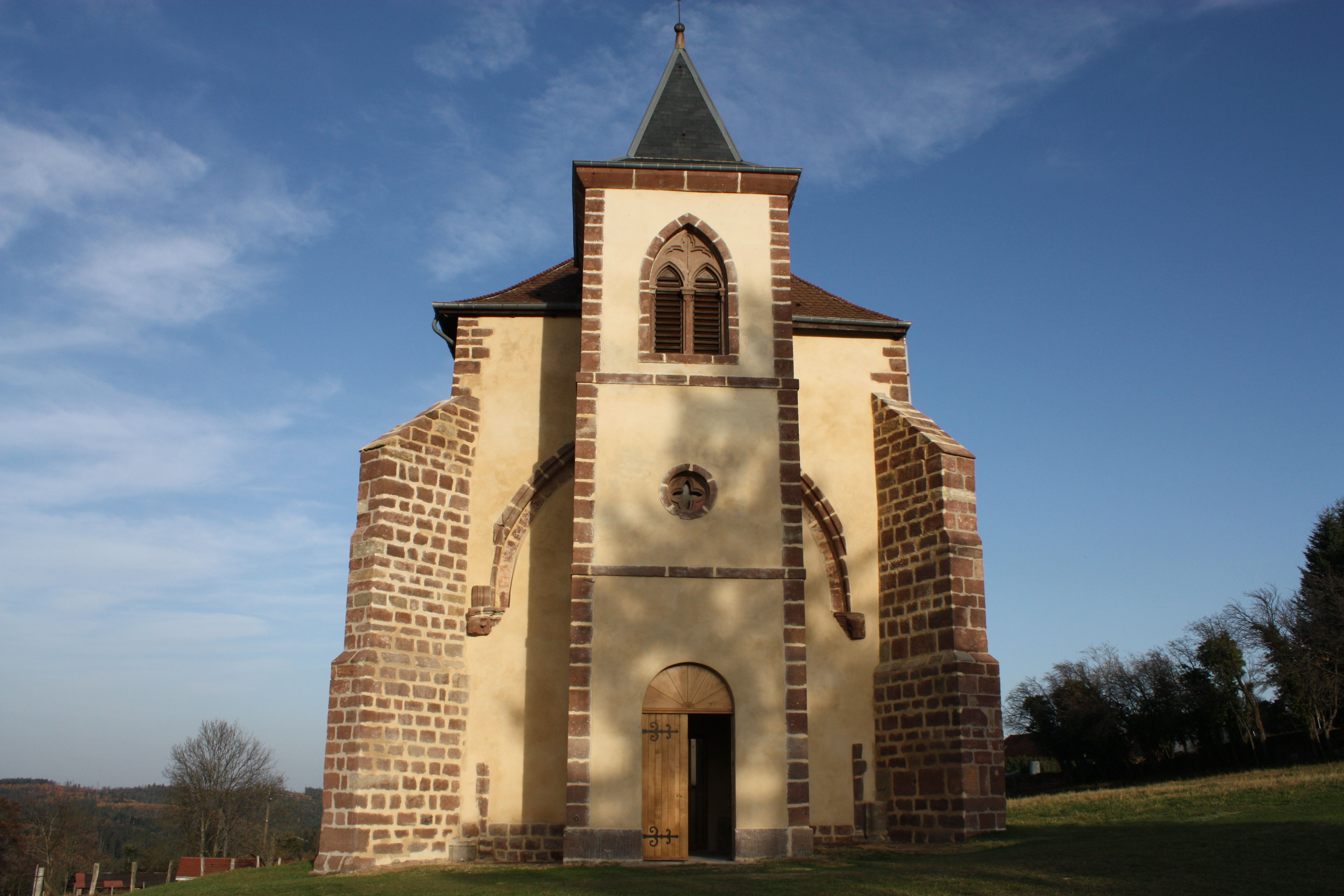
Abbaye de Saint-Sauveur
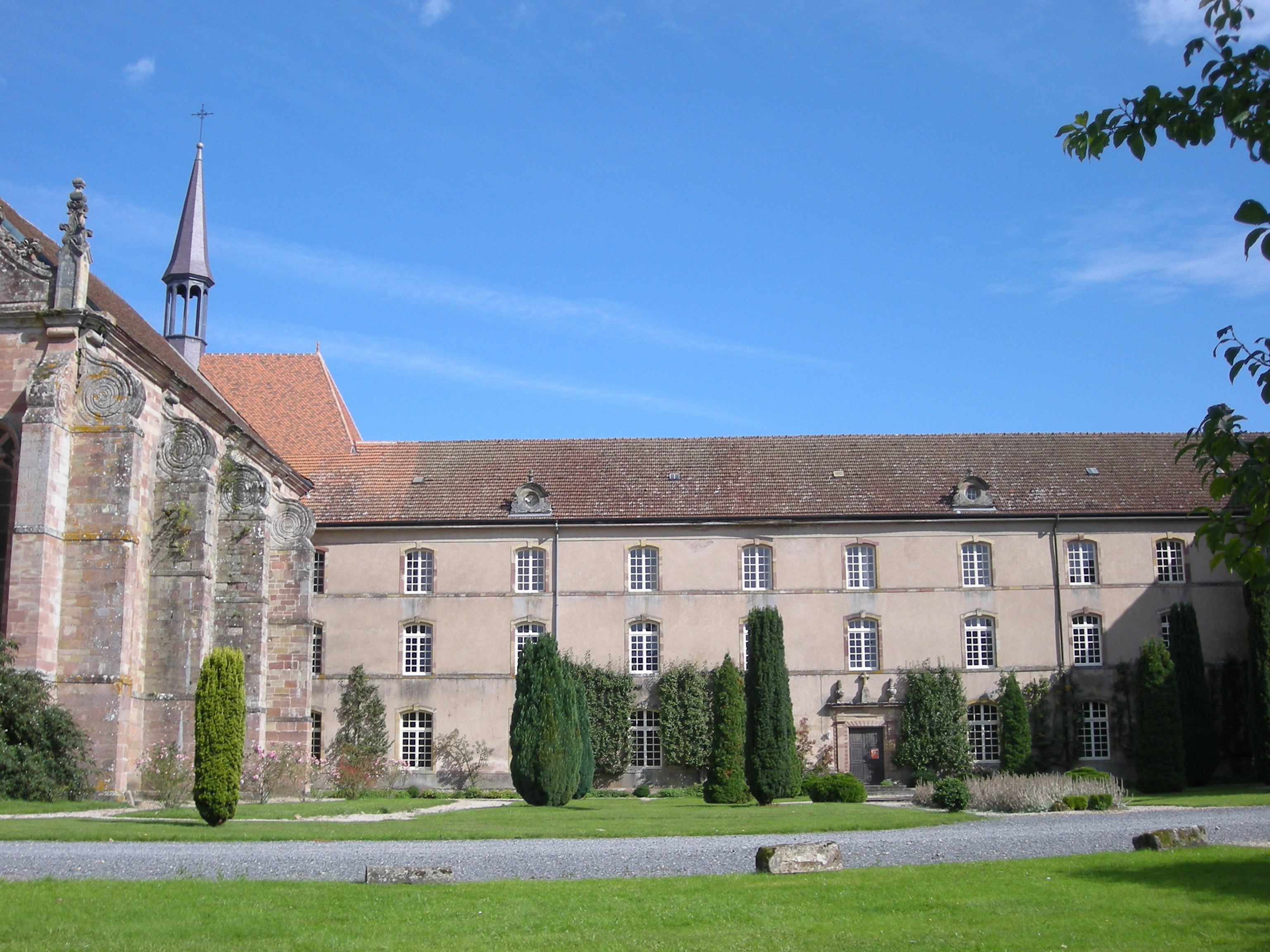
Notre-Dame d'Autrey

## Ordres militaires

### Ordre de Saint-Jean de Jérusalem

Croix des Hospitaliers de Saint-Jean

Les Hospitaliers de Saint-Jean furent plus présents en Alsace qu’en Lorraine. Mais aucune commanderie ne se situe réellement dans le massif vosgien. Soultz est la plus proche de la montagne. De plus, on remarque que les commanderies sont situées davantage dans les terres germanophones du Moyen Âge. La frontière linguistique s’avançait plus loin vers l’ouest à cette époque. Puttelange-aux-Lacs était déjà dans la spère germanophone et Metz, bien que francophone, avait en tant que capitale régionale commerçante et religieuse une forte communauté germanophone.
Seules deux maisons se trouvaient en Lorraine : Metz et Puttelange-aux-Lacs, dans l’actuel département de la Moselle. La seconde est en fait une annexe de la commanderie alsacienne de Dorlisheim.
L’Alsace compta huit commanderies, la plupart du XIIIe siècle : Dorlisheim, Haguenau, Rhinau, Sélestat et Strasbourg pour la Basse-Alsace. Pour la Haute-Alsace, les Hospitaliers se sont installés à Colmar, Soultz et Mulhouse.
La commanderie de Dorlisheim est probablement la plus ancienne ; au château Saint-Jean, le chapitre du prieuré d’Allemagne s’était réuni en 1301. Mais comme pour d’autres bâtiments et maisons des ordres militaires, la Révolution française et l’époque napoléonienne furent fatales : les bâtiments de Dorlisheim par exemple ont été détruits. En revanche, ceux de Colmar, Strasbourg (La commanderie Saint-Jean fut une prison, puis le bâtiment rénové de l’ENA actuelle) et Sélestat sont conservés.
La commanderie de Soultz au pied du massif vosgien est encore intacte

### Ordre du Temple

Croix des Templiers

En Lorraine, les Templiers n’ont pas retenu l’option d’une maison dans le massif des Hautes-Vosges. Le diocèse de Toul comptaient douze maisons ; elles sont toutes implantées sur le plateau lorrain. Le seul temple connu, mais pas encore confirmé de manière univoque, se trouve dans les Vosges gréseuses à Brouvélieures. Dans le pouillié de Toul, il porte le nom de Maison du Temple de Bellieuvre ou Bellieure sans savoir quand elle a été créée exactement. On sait juste que la maison des Templiers Bellieuvre dépend du diocèse de Toul qui est immense au Moyen Âge et que cette maison est liée à des terres dans le comté de Vaudémont pour lesquels les chanoines toulois cèdent le tiers des droits seigneuriaux à Grimonviller au commandeur de Bellieuvre. Par ailleurs, à en croire les documents d’archives capitulaires déodatiennes, les Templiers de Brouvélieures entretenaient des relations conflictuelles  avec le chapitre collégial de Saint-Dié. Ceci renforcerait l’hypothèse de Brouvélieures qui est proche de Saint-Dié contrairement à Vaudémont.
En Alsace, les Templiers avaient une seule maison dans le Haut-Rhin dans l’arrondissement de Ribeauvillé : le Temple de Bergheim. Il a été créé au début du XIIIe siècle et il est mentionné en 1257 dans une bulle du pape Alexandre IV. Quand l’ordre des Templiers fut dissous, la maison passa aux Hospitaliers de Saint-Jean de Sélestat
En Basse-Alsace, en dehors de la commanderie de  Strasbourg, les Templiers avaient une commanderie dans la partie montagneuse vosgienne à : 
- Andlau, XIIIe siècle[50] ;
- Baumgarten[47] ,[50].

### Chevaliers de l’ordre Teutonique

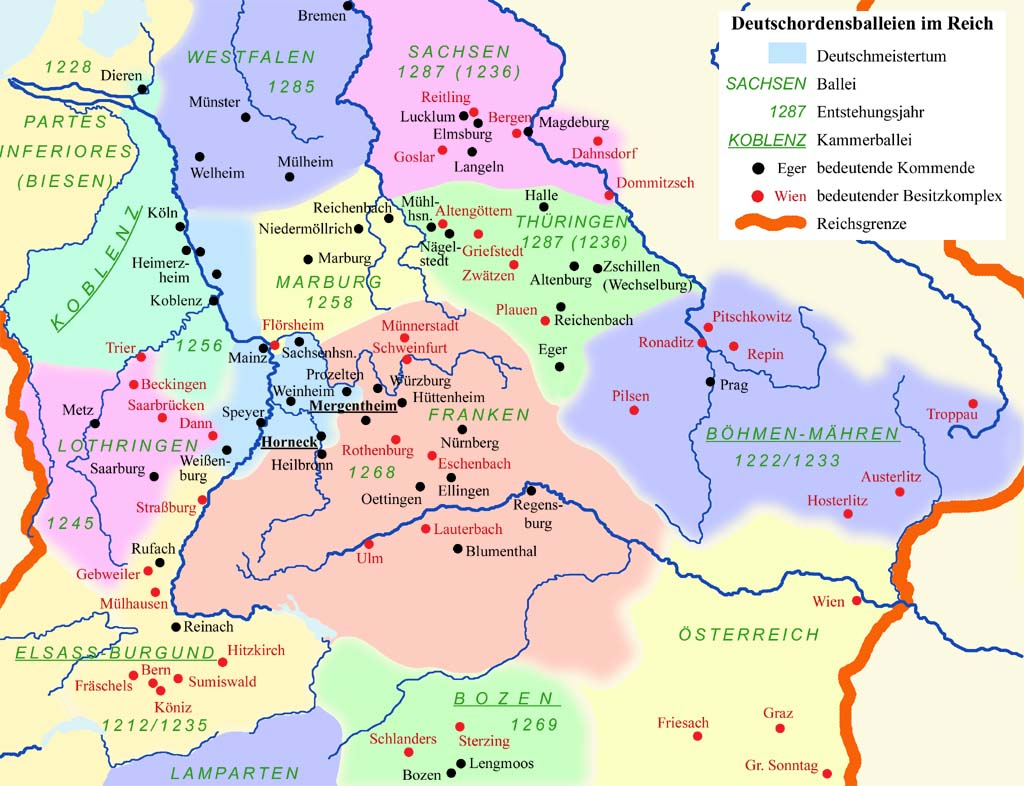
Bailliages de l'ordre Teutonique

Croix de l’ordre Teutonique

Les chevaliers teutoniques, notamment les supérieurs, ne prononcent pas de vœux monastiques, ils prêtent juste serment. Ils vivent néanmoins selon les grandes lignes de la vie monacale, notamment pour le célibat et la récitation de certaines prières. Les chevaliers teutoniques, contrairement aux autres ordres militaires, ont gouverné pendant des siècles leur propre état, aujourd'hui dans les pays baltes.
À la tête de l’ordre Teutonique, il y avait le grand maître qui était élu par le chapitre général et investi par l'Empereur. Les possessions de l'Ordre se divisaient en  bailliages composés de commanderies. Le massif vosgien, comme souvent, servit de limite territoriale, en l’occurrence entre deux bailliages de l’Ordre : celui de Lorraine et celui d’Alsace-Bourgogne-Souabe.
Le bailliage de Lorraine de l’ordre Teutonique correspondait presque à l’ancien territoire du duché de Haute-Lorraine sans la partie de Coblence : jadis, la Lorraine dite mosellane allait jusqu’à la confluence de la Moselle dans le Rhin et englobait la Sarre, le pays de Trèves et une partie du Palatinat sur la rive gauche du Rhin. C’était la période où la Lorraine était biculturelle à parts égales entre la partie germanophone et la francophone. C’est pourquoi l’archevêché métropolitain des diocèses lorrains était celui de Trèves pendant des siècles. 
La commanderie de Thann, malgré sa situation au-delà de la ligne de crête faisait partie du bailliage de Lorraine ; elle est la plus récente puisque la première mention écrite date de 1410 alors que toutes les autres furent fondées au XIIIe siècle. C’est la seule commanderie teutonique du bailliage lorrain dans le massif vosgien si l’on excepte celle de Dahn qui se trouve  dans le prolongement allemand du massif, considéré jadis comme partie du « mons Vosego » dans le haut Moyen Âge, le Pfälzerwald.
Les autres commanderies sont en plaine ou sur le plateau à Trèves, Beckingen, Kaiserslautern, Luxembourg, Metz, Sarrebruck et Sarrebourg.
Le bailliage de Bourgogne-Alsace-Souabe possédaient les commanderies d'Andlau, de Kaysersberg, de Rouffach, de Guebwiller, et dans la plaine à Mulhouse.
Les baillis de Lorraine et de Bourgogne-Alsace étaient sous l'autorité du maître de Germanie jouissant de l'immédiateté impériale et d'une voix virile à la Diète impériale dans le collège des prélats, donc aux côtés des princes-évêques de Strasbourg ou de Metz, mais aussi des princes-abbés de Murbach ou de Munster.
Les autorités françaises ont dissous les commanderies teutoniques qui étaient sur leur territoire au moment du rattachement au royaume de France des Trois-Évêchés en 1552, de l'Alsace en 1648 et de la Lorraine entre 1733 et 1766, avec quelques péripéties supplémentaires en Lorraine qui recouvra provisoirement son indépendance après la paix de Ryswick, puis de Rastatt.

## Ordres les plus représentés dans les maisons religieuses du massif vosgien
Plusieurs aspects se dégagent nettement de l'observation des ordres religieux les plus implantés dans et autour du massif des Vosges : 
1. les Bénédictins  sont les plus représentés parce que l'essentiel des maisons religieuses a été créé de la période franque au début du Moyen Âge. Les monastères des Vosges comtoises occupent une place à part puisqu'ils ont démarré avec la règle de saint Colomban  avant d'adopter la règle bénédictine. Colomban de Luxeuil a initié un mouvement d'ermitages et de monastères sur tout le massif vosgien.
2. Le nombre de chapitres canoniaux dans le massif vosgien est élevé. Les chanoinesses n'ont pas choisi le site pour leur isolement et leur quiétude dans les vallées vosgiennes. Elles voulaient vivre dans des maisons prestigieuses de l'histoire carolingienne ; mais la règle de saint Benoît  fut considérée comme trop contraignante, notamment par les dames de haute noblesse qui s'en affranchirent sans vouloir totalement renoncer à une vie de piété apparente. Le noble chapitre de Poussay en marge du massif vosgien près d'Épinal s'est par exemple fait connaître par la chanoinesse Isabelle de Ludres devenue la maîtresse de Louis XIV, rivale de la pieuse protestante Madame de Montespan.
3. les ordres mendiants , en tête desquels les Franciscains et les Dominicains, n'ont pas été attirés par le massif vosgien dans la première phase d'expansion de leurs mouvements. Ils ont préféré les villes et les cités marchandes. De ce fait, Guebwiller est une exception notoire puisque le couvent dominicain dans le Florival a perduré jusqu'à la Révolution française. En revanche, les branches issues des réformes qui ont secoué la famille des frères mendiants[N 8] jusqu'au XVIe siècle ont été invitées par les souverains laïcs et ecclésiastiques à fonder des couvents dans la partie orientale de la Lorraine ducale aux pieds des Vosges. Ce sont surtout les Capucins qui vont jouer ce rôle très apprécié des populations rurales.
4. les établissements religieux qui se trouvent réellement à l'intérieur du massif vosgien sont en fin de compte très minoritaires. La spiritualité très spécifique aux Cisterciens expliquent pourquoi les monastères de leur ordre sont ceux qui entrent le plus dans la montagne (Pairis ou  Sturzelbronn par exemple). Remiremont, Munster et Murbach se trouvent également dans un paysage déjà plus montagneux ; les maisons religieuses y ont été fondées en fond de vallée à une époque où il faut s'imaginer la forêt vosgienne plus étendue et plus impénétrable qu'aujourd'hui.
5. Les ducs de Lorraine ont réagi contre la progression du protestantisme  à l'est de leurs terres en favorisant l'implantation d'ordres réputé pour leur contact facile avec la population locale vivant dans un grand dénuement : les Capucins, mais aussi les Annonciades, de Badonviller au pays de Bruyères-Saint-Dié.

| Ordre                                               | Monastère, couvents, prieurés, chapitres en Alsace, Lorraine et Franche-Comté dans le massif vosgien ou sur le piémont vosgien |
| --------------------------------------------------- | --- |
| Bénédictins                                         | Alspach ; Andlau ; Bonmoutier ; Épinal ; Étival ; Graufthal ; Hohenbourg ; Lautenbach ; Lièpvre ;Marmoutier ; Masevaux ; Moyenmoutier ; Munster ; Murbach ; Neuwiller ; Remiremont; Saint-Amarin ; Saint-Dié ; Saint-Jean ; Saint-Sauveur ; Senones ; |
| Cisterciens                                         | Baumgarten ; Pairis ; Soultz ; Sturzelbronn |
| Augustins                                           | Autrey ; Lautenbach ; Marbach ; Obersteigen ; Ribeauvillé ; Hohenbourg (Saint-Odile) ; Saint-Sauveur ; Saverne |
| Capucins                                            | Badonviller ; Bitche ; Bruyères ; Épinal ; Phalsbourg ; Plombières-les-Bains; Remiremont ; Saint-Dié ; Soultz ; Thann ; Trois-Épis |
| Franciscains (Cordeliers, récollets)                | Darney ; Kaysersberg ; Neuwiller-lès-Saverne ; Raon-l'Étape ; Rouffach ; Saverne; Thann |
| Dominicains                                         | Guebwiller |
| Annonciades rouges                                  | Bruyères ; Badonviller |
| Annonciades célestes                                | Épinal |
| Clarisses                                           | Alspach |
| Chapitre impérial et princier                       | Andlau (Chanoinesses) ; Murbach (Chanoines) ; Remiremont (Chanoinesses) ; |
| Chapitre collégial, Chapitre noble                  | Épinal ; Masevaux ; Neuwiller ; Poussay ; Saint-Dié |
| Colombaniens                                        | Annegray ; Fontaine ; Luxeuil ; Remiremont (Passage à la règle de saint Benoit) |
| Minimes                                             | Épinal, |
| Ordre des Chanoinesses de Saint-Augustin Notre-Dame | Épinal, |
| Jésuites                                            | Épinal |

Maisons de chanoinesse des chapitres nobles de Remiremont et Épinal
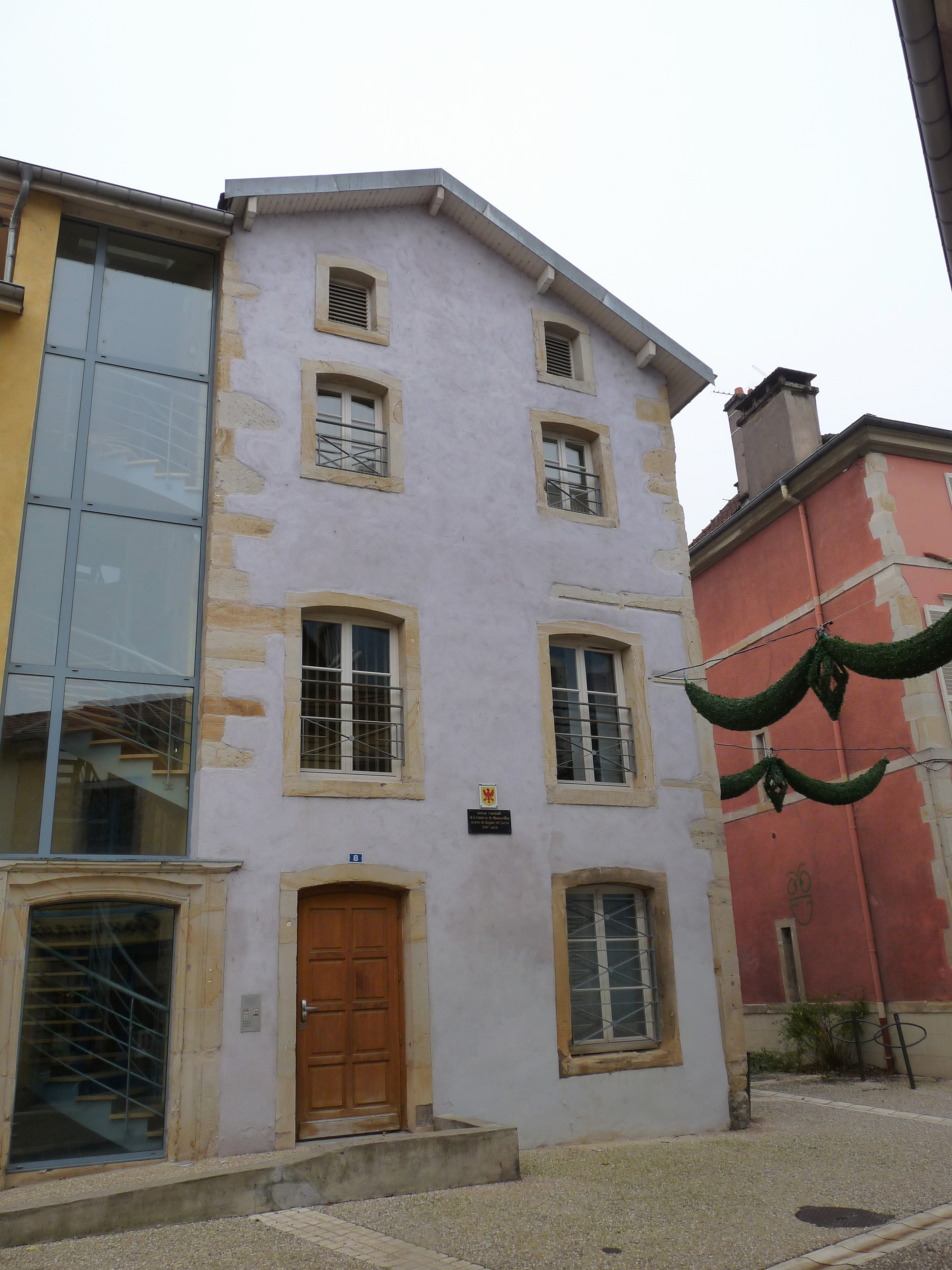
Épinal, maison canoniale de la comtesse de Montmorillon, secrète du chapitre (1773-1791).
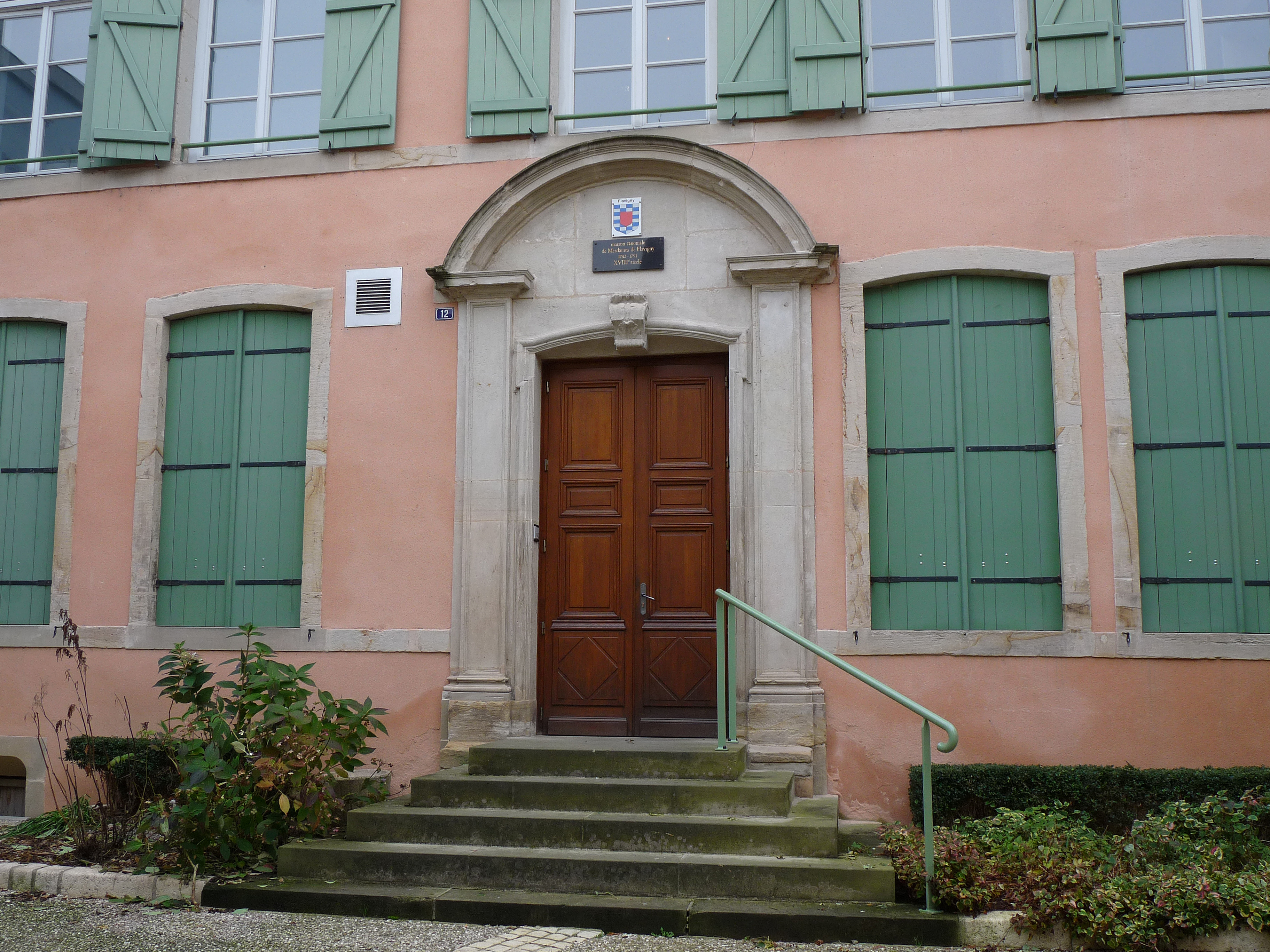
Épinal, Rue du Chapitre, maison canoniale
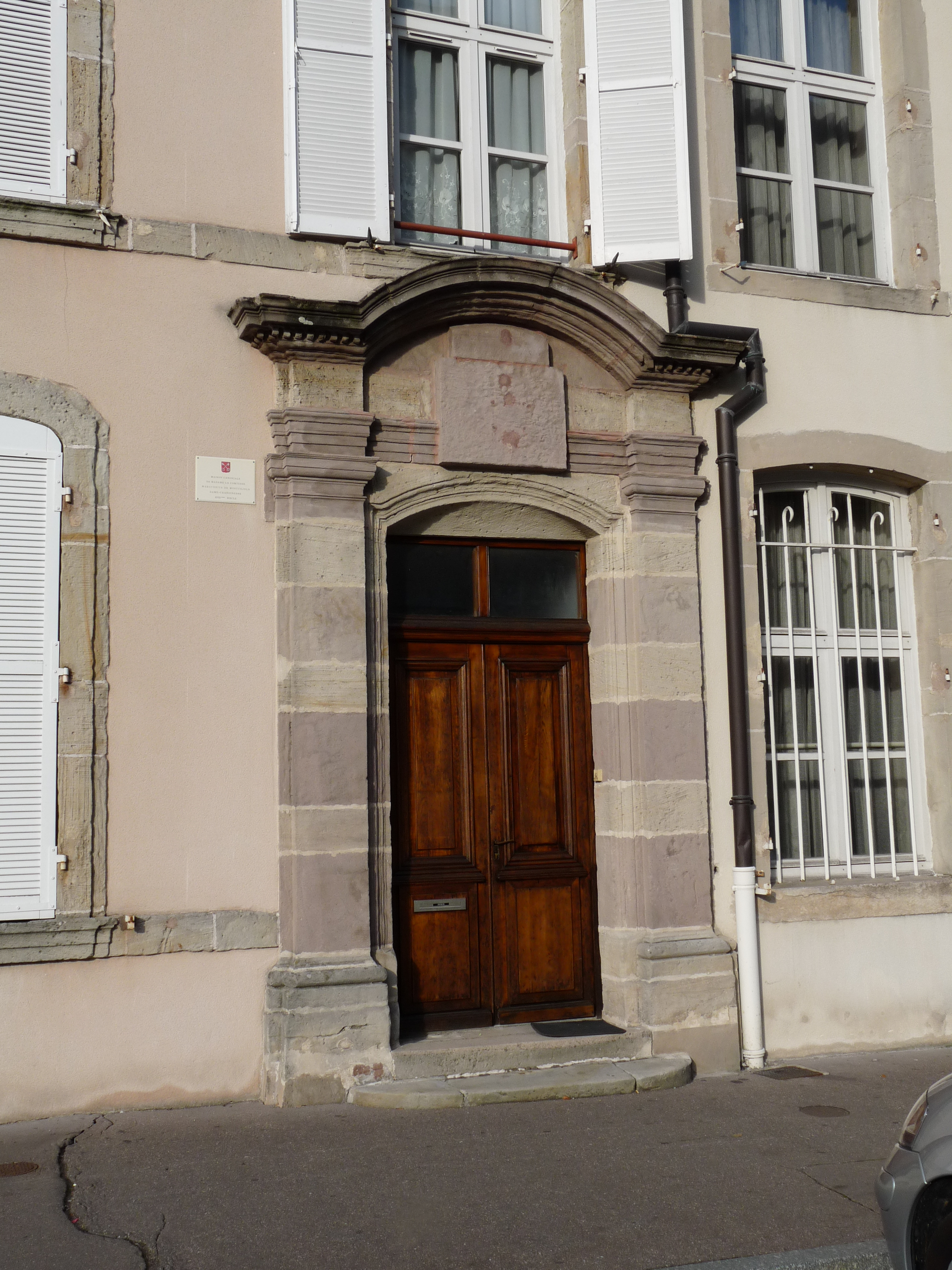
Remiremont, maison canoniale de la comtesse de Mostuejols.
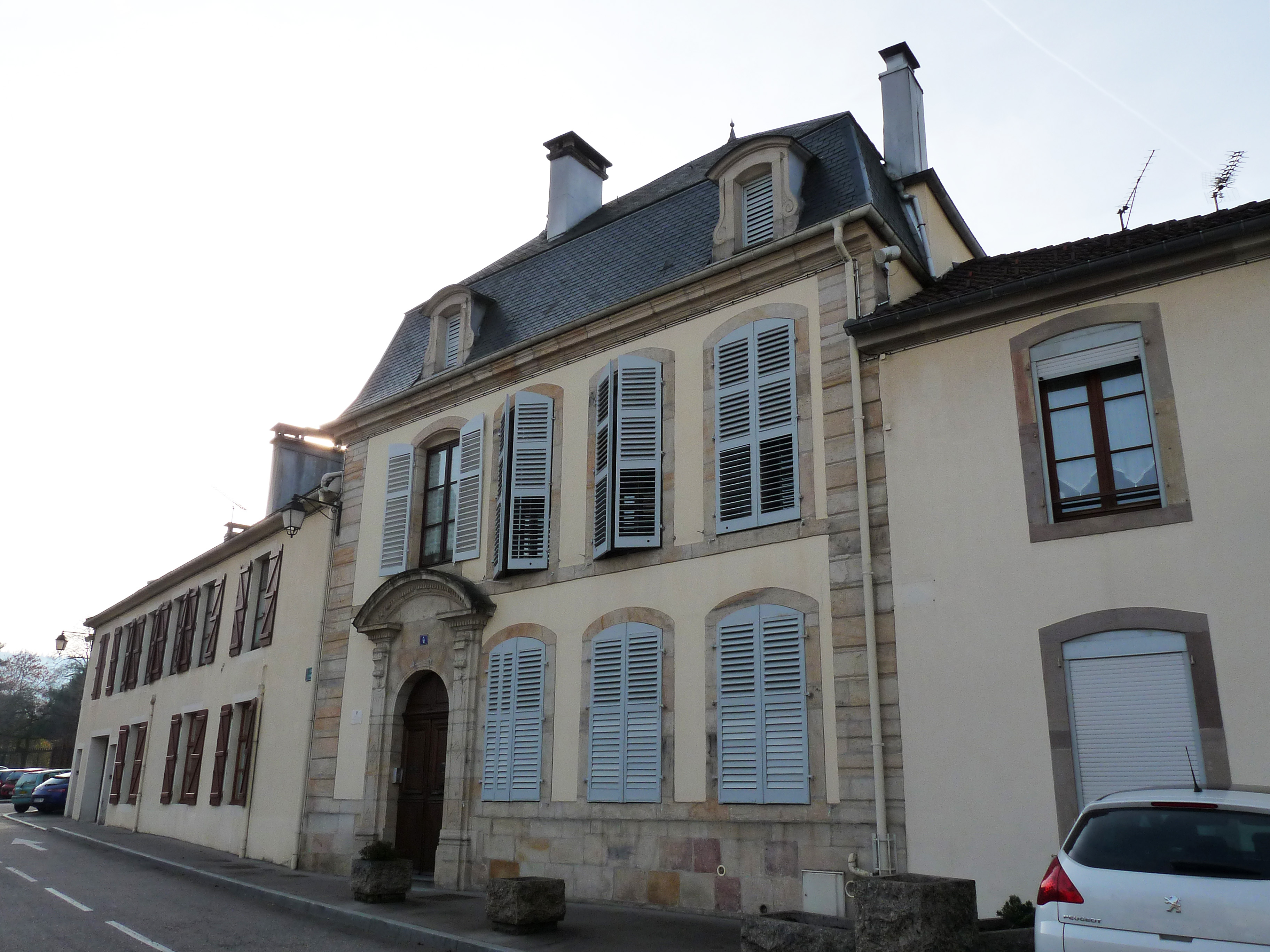
Remiremont, maison canoniale de la comtesse de Schauenbourg.
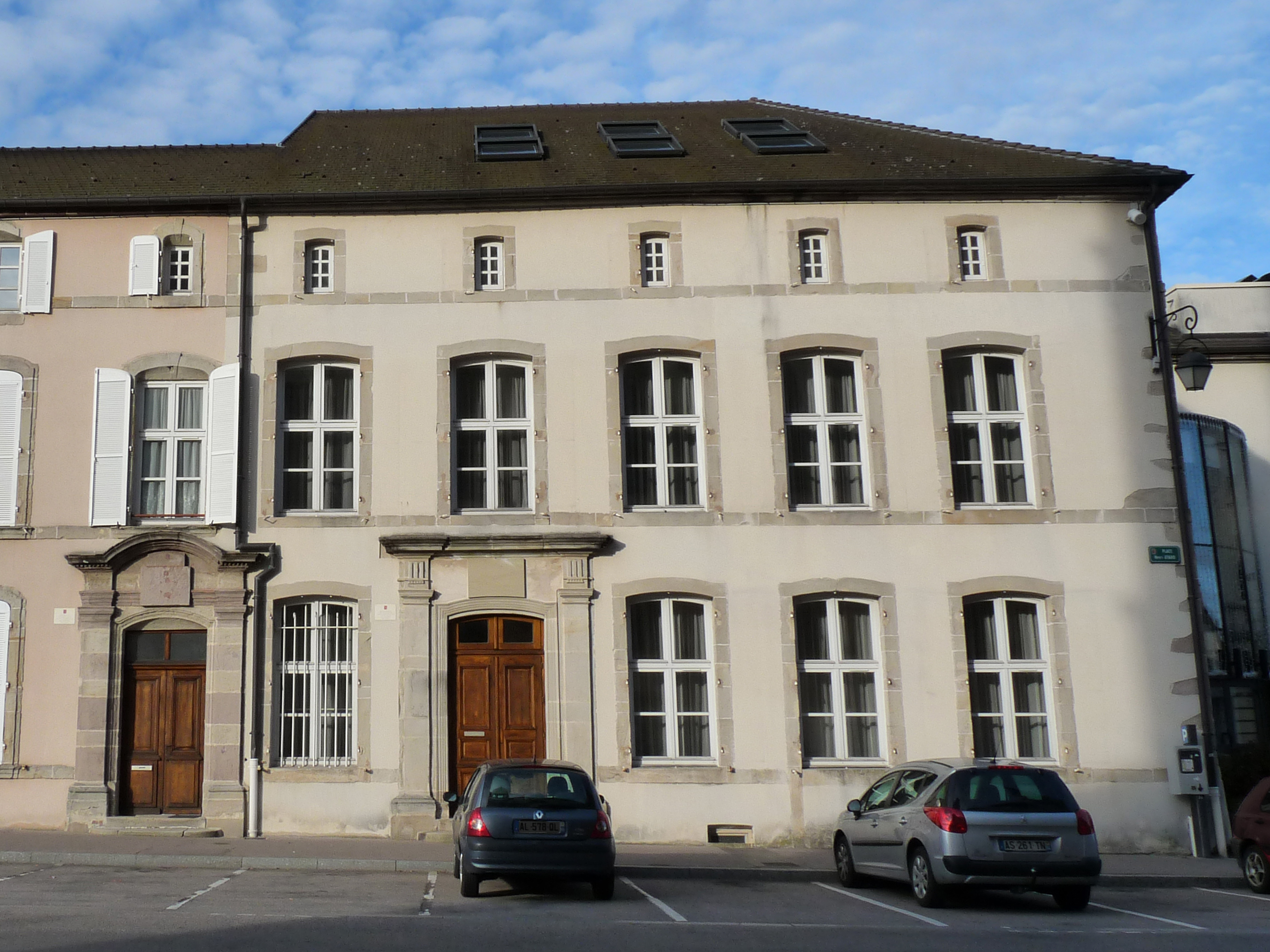
Remiremont, maison canoniale de la comtesse de Saint-Mauris.
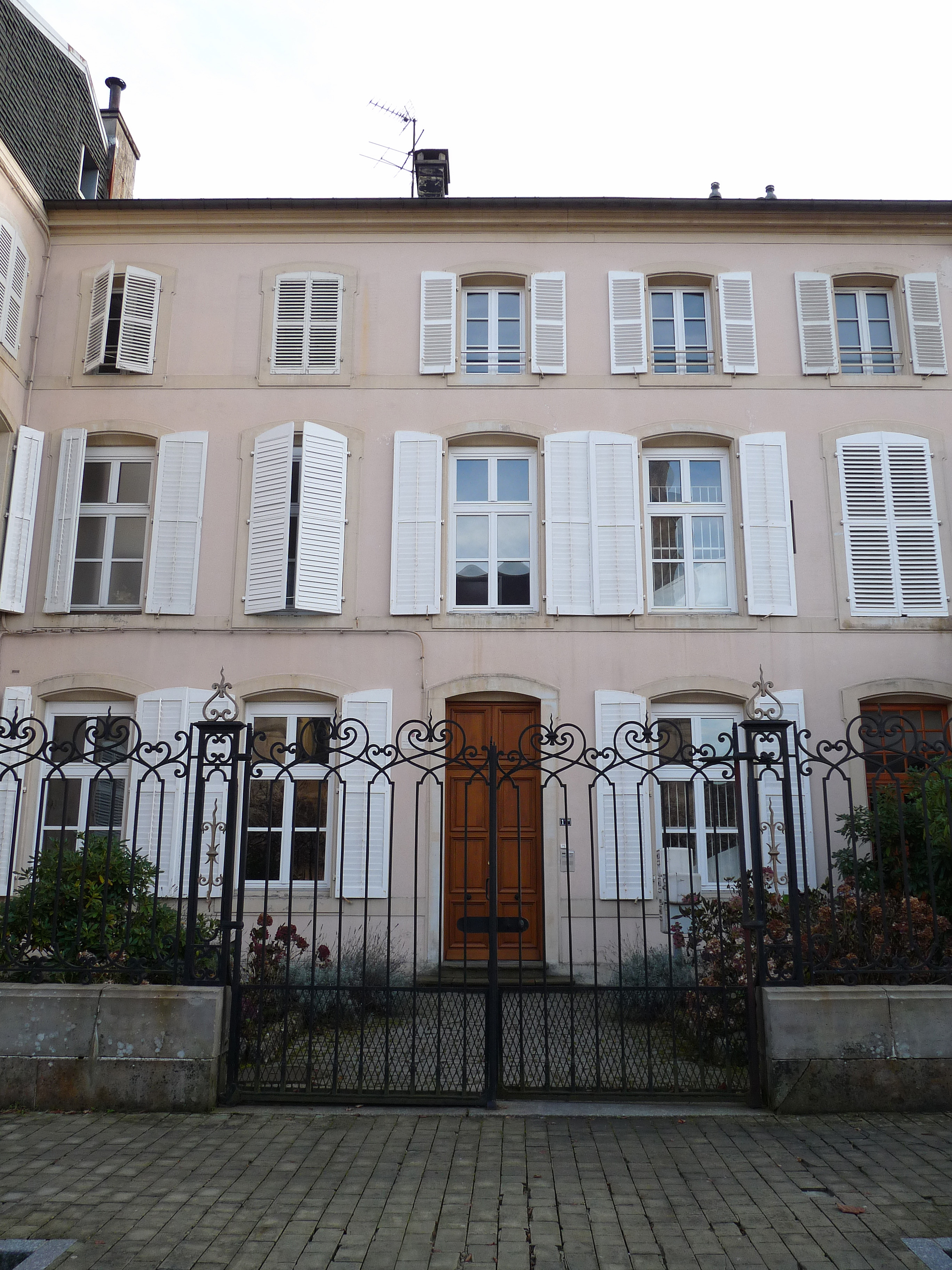
Remiremont, maisons canoniales des comtesses de Berg-Hohenzollern et de Closen de Gern.

## Cas particulier des anabaptistes

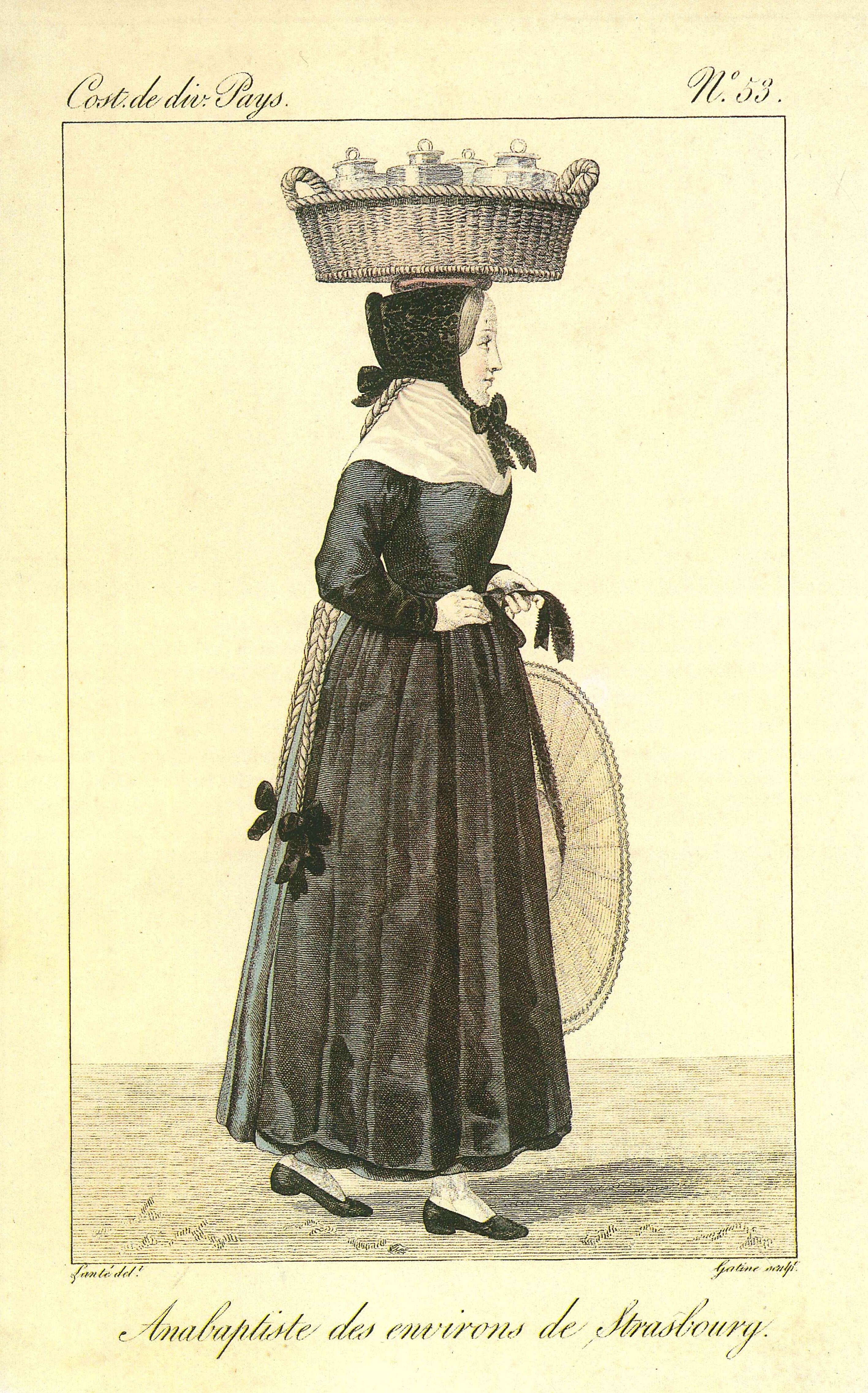
Anabaptiste alsacienne

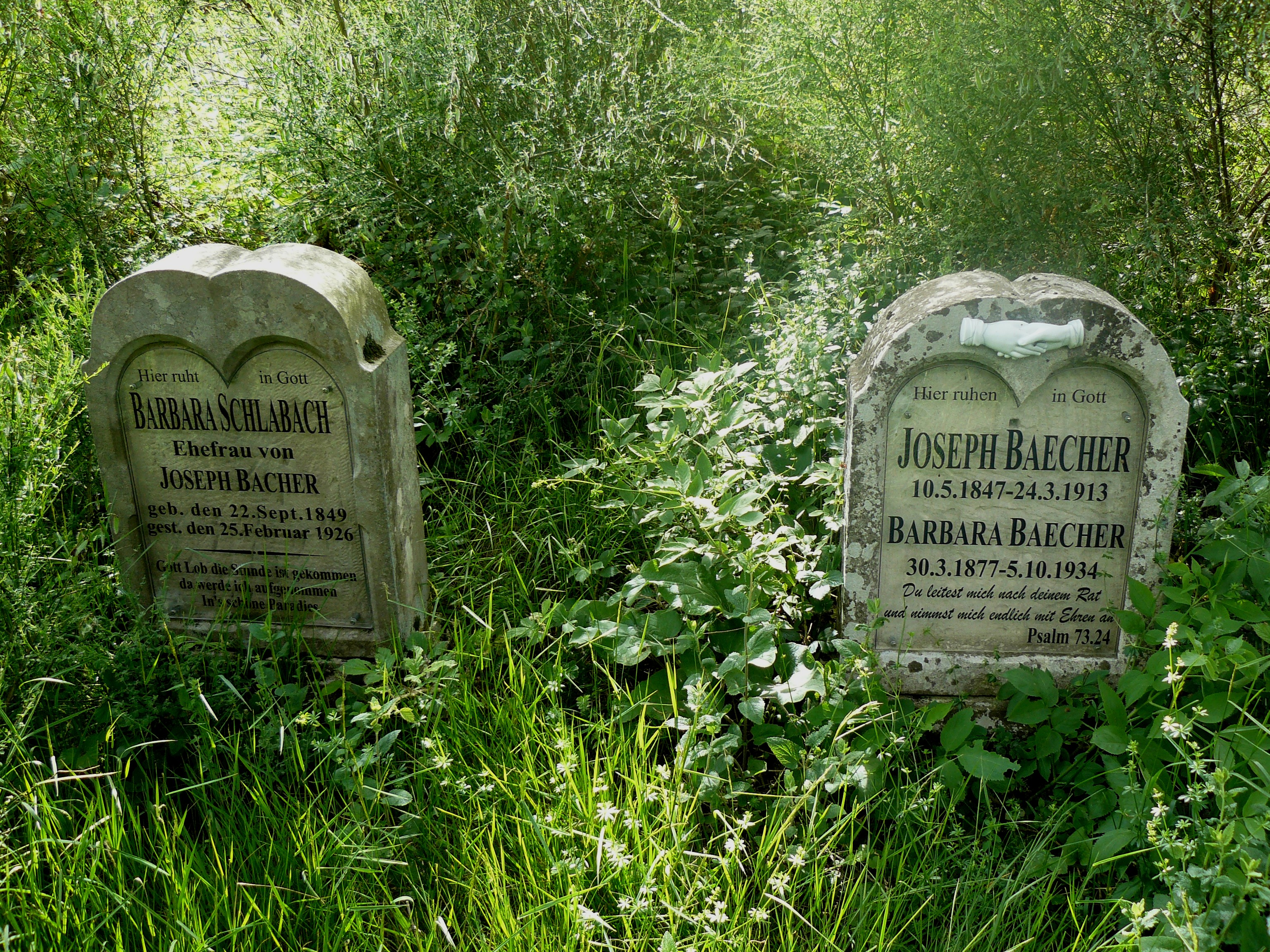
Cimetière anabaptiste d'Urbeis

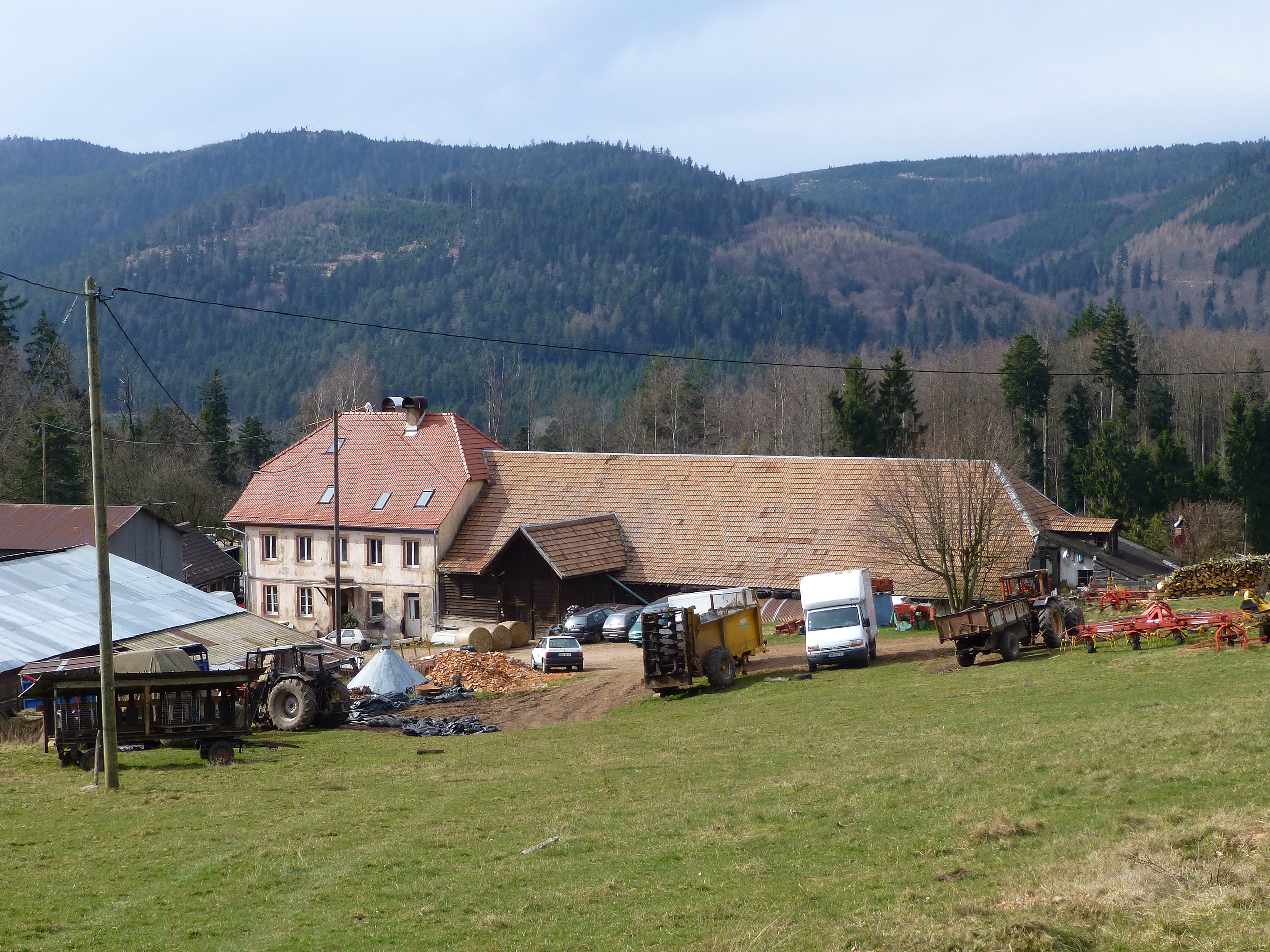
Ferme de Malplaquet jadis gérée par des anabaptistes

Ils s'appellent « frères » entre eux et vivent en communauté religieuse sans église et sans maison communautaire. On ne parle pas d'ordre ou de règle, mais ils respectent de manière stricte et rigide les Ordnungsbriefe, les lettres de règlement. À l'instar des premières communautés monastiques à l'origine des premiers défrichements des vallées vosgiennes, ils ont défriché des terres incultes et ouvert et entretenu des chaumes secondaires dans le massif vosgien.
Les protestants du mouvement anabaptiste n'appartiennent bien sûr nullement au monde monastique. Il n'empêche qu'on constate la même sémantique de la vie hors le monde avec une exigence d'humilité, de non-violence, de partage des biens collectifs et d'autosubsistance,. Parmi les gens pieux qui ont vécu dans les campagnes alsaciennes, comtoises et lorraines, on trouvait par conséquent aussi des éléments allogènes  et allophones d'obédience protestante qui inspiraient à la fois respect, suspicion et rejet.
Entre eux, ils se différencièrent dès le XVIe siècle entre les « Oberländische » et les « Niederländische », c'est-à-dire les communautés suisses de la haute vallée rhénane et les mennonites des basses terres germano-néerlandaises. Des divergences existaient dans la manière de vivre en communauté. Avant l'arrivée des Suisses dans le massif vosgien, l'anabaptisme a connu une histoire mouvementée dès les premières dissensions entre les réformateurs en Suisse, en Bohême et dans tous les pays rhénans. Strasbourg fut longtemps terre de refuge et de réflexion théologique pour plusieurs mouvements anabaptistes. En réaction aux mouvements radicaux et violents d'une partie de la famille anabaptiste, des Suisses et Néerlandais créèrent des communautés pacifiques qui entendaient respecter à la lettre et à leur manière la parole de Jésus : « vous êtes dans le monde, mais vous n'êtes pas du monde ». Ils ne reconnaissent aucune autorité théologique, spirituelle et pastorale à qui que ce soit, encore moins à un souverain ou à un magistrat laïc. Ils ne portent pas d'armes, ne prêtent aucun serment, se vêtent de manière humble et uniforme. Il n'y a pas d'église, de prêtres, le respect des Anciens introduit néanmoins une forme de hiérarchie. La peur de l'expulsion ou Meidung demeure néanmoins le moteur de la vie collective.
Le massif vosgien est intimement lié au destin de ces anabaptistes restés pourtant discrets. Quand les persécutions ont démarré, les Suisses ont trouvé refuge dans les vallées des Vosges alsaciennes et comtoises. Les grands centres sont la vallée de Munster, de la Lièpvrette et de la Weiss, le pays de Montbéliard et de Belfort. Après le rattachement de l'Alsace à la France et l'édit d'expulsion de Louis XIV, ils poursuivent leur pérégrination vers les terres montagneuses et isolées appartenant à la Lorraine ducale, au comté de Deux-Ponts-Bitche et les seigneuries indépendantes qui ne sont pas sous juridiction française. Les grands centres sont les pays de Salm, de Saint-Dié, de Dabo et les abords directs des crêtes vosgiennes. Le Palatinat voisin a également accueilli de nombreux anabaptistes.
Pour le massif vosgien, les anabaptistes demeurent traditionnellement associés aux chaumes, aux pratiques agricoles innovantes, à l'activité fromage et agro-pastorale. Ils y ont joué un rôle décisif, parfois de quasi-monopole pour l'estive, la transhumance,  et la laiterie sur les chaumes.
Comme les anabaptistes ne pratiquent pas le baptême des nourrissons selon le sacrement catholique, mais uniquement à l'âge adulte comme un acte voulu et consenti par le baptisé, ces croyants perçus comme sectaires n'avaient pas droit à être enterrés dans les cimetières communaux comme les juifs ou les suicidés. De ce fait, ils ont un carré à l'écart qui leur est réservé. Une autre difficulté fut l'enregistrement des naissances tant que c'était le curé paroissial qui s'en chargeait au moment du baptême. La Révolution française leur accorda les mêmes droits qu'aux autres citoyens, y compris même le droit de ne pas porter d'armes ou de ne pas faire le service militaire par objection de conscience.

## Monastères de tutelle

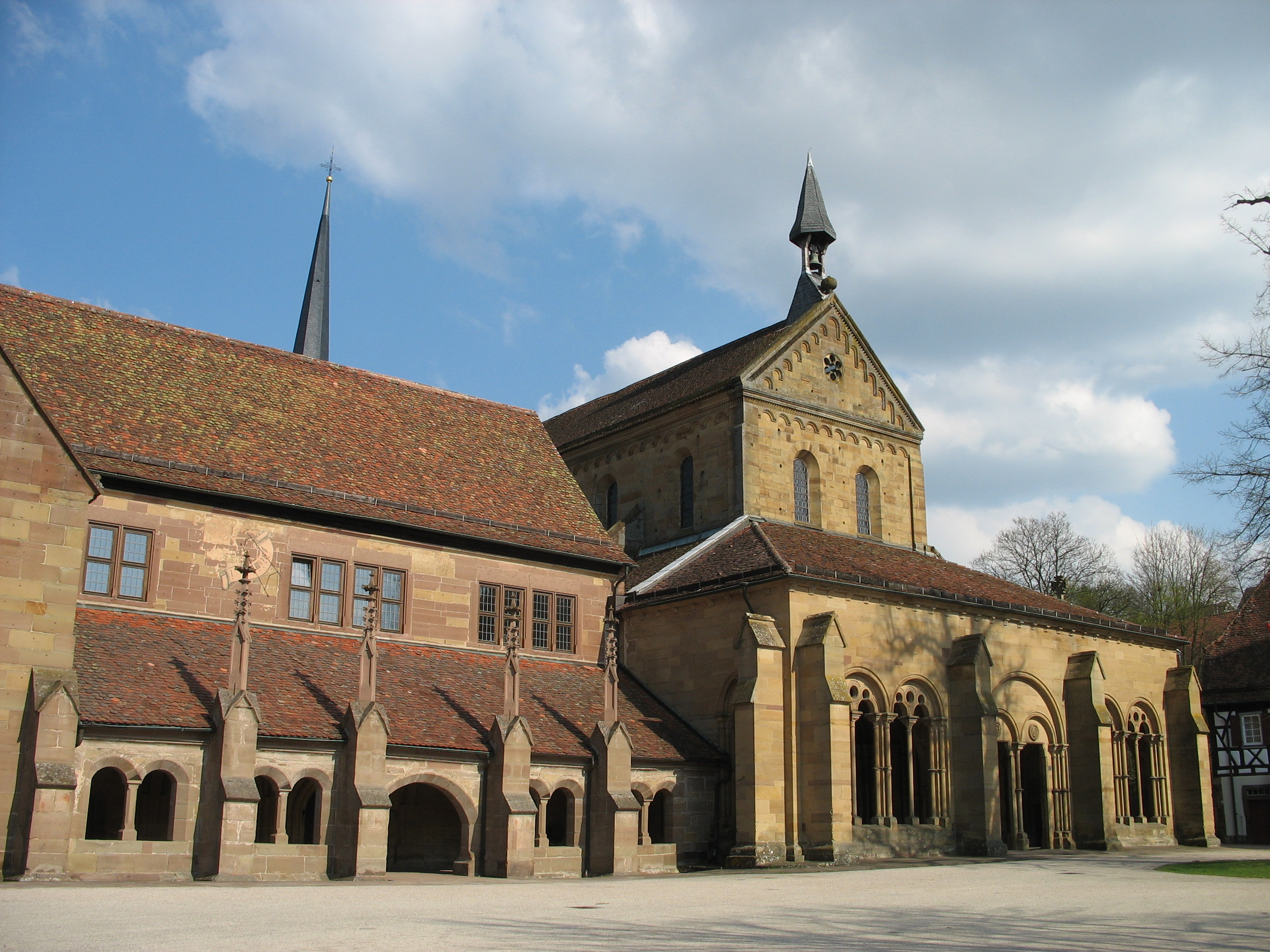
Monastère de Maulbronn.

Quelques monastères du massif vosgien furent pour une période donnée, plus ou moins longue, sous la tutelle d'un monastère influent au rayonnement suprarégional.
Les abbayes de la Forêt-Noire et de Souabe  jouèrent un rôle particulier pour les maisons alsaciennes :
- le monastère de Maulbronn, patrimoine mondial de l'humanité, pour l'abbaye cistercienne de Pairis ;
- l'abbaye de Hirsau pour l'abbaye de Neuwiller-lès-Saverne ;
- l'abbaye de Sankt Georgen pour les abbayes de Graufthal et de Saint-Jean-Saverne ;

L'abbaye de Lucelle en Suisse voisine avait la tutelle sur l'abbaye de Graufthal. Sinon, l'abbaye de Beaupré était en étroite relation avec l'abbaye de Baumgarten et l'abbaye alsacienne d'Andlau fournit des frères aux abbayes de Bonmoutier et de Saint-Sauveur en Lorraine.